# Пісенний конкурс Євробачення 2021
Пісенний конкурс «Євробачення-2021» — 65-й пісенний конкурс, що відбувся в Роттердамі, Нідерланди, після перемоги 2019 року Дункана Лоренса з піснею «Arcade». Місто мало приймати «Євробачення-2020», яке скасували через пандемію коронавірусу. 16 травня, під час проведення концерту «Europe Shine a Light» («Європа запалює світло»), який замінив скасований фінал конкурсу 2020 року, офіційно оголосили, що «Євробачення-2021» відбудеться в Роттердамі. Нідерланди приймали конкурс уп'яте, востаннє це сталось 1980 року.
Учасниками конкурсу стали 39 країн. Після відмови у 2019 році, до участі в конкурсі повернули Болгарія та Україна, а повернення Угорщини та Чорногорії, що брати участь того ж року, не відбулося. Окрім цього, не зважаючи на попереднє офіційне підтвердження, Вірменія відмовилася від участі через соціально-політичну кризу викликану подіями в Нагірному Карабасі, а Білорусь була дискваліфікована через порушення правил конкурсу.
Переможцем став італійський рок-гурт Måneskin з піснею «Zitti e buoni». Це третя перемога Італії після 1964 та 1990 років та друга перемога країни з «Великої п'ятірки», після перемоги Німеччини з піснею «Satellite» починаючи з 2010 року. У першу п'ятірку, окрім Італії, увійшли також Франція, Швейцарія, Ісландія та Україна, з яких лише пісня Ісландії «10 years» була виконана англійською мовою, а у топ-3 вперше з 1995 року не потрапила жодна англомовна пісня. Франція та Швейцарія досягли найкращих результатів з 1991 та 1993 року відповідно.
Вперше з оновлення системи оголошення балів, нуль від глядачів отримали 4 країни: Нідерланди, які приймали конкурс, Велика Британія, Іспанія, Німеччина. Велика Британія також стала першою країною, що отримала нуль балів як від телеглядачів, так і від журі.
Після дебюту у 2015 році, Австралія вперше не кваліфікувалася до фіналу конкурсу. Таким чином, Україна залишилася єдиною країною після введення півфіналів у 2004 році, яка завжди потрапляє до фіналу.
За інформацією Європейської Мовної Спілки, конкурс 2021 року переглянуло 183 мільйони глядачів (що на 1 млн більше, аніж у 2019 році) у 36 європейських країнах. Трансляцію конкурсу на офіційному YouTube каналі переглянули 50,6 млн унікальних користувачів з 234 країн, що на 28 % більше порівняно з показником 2019 року.

## Формат

### Місце проведення

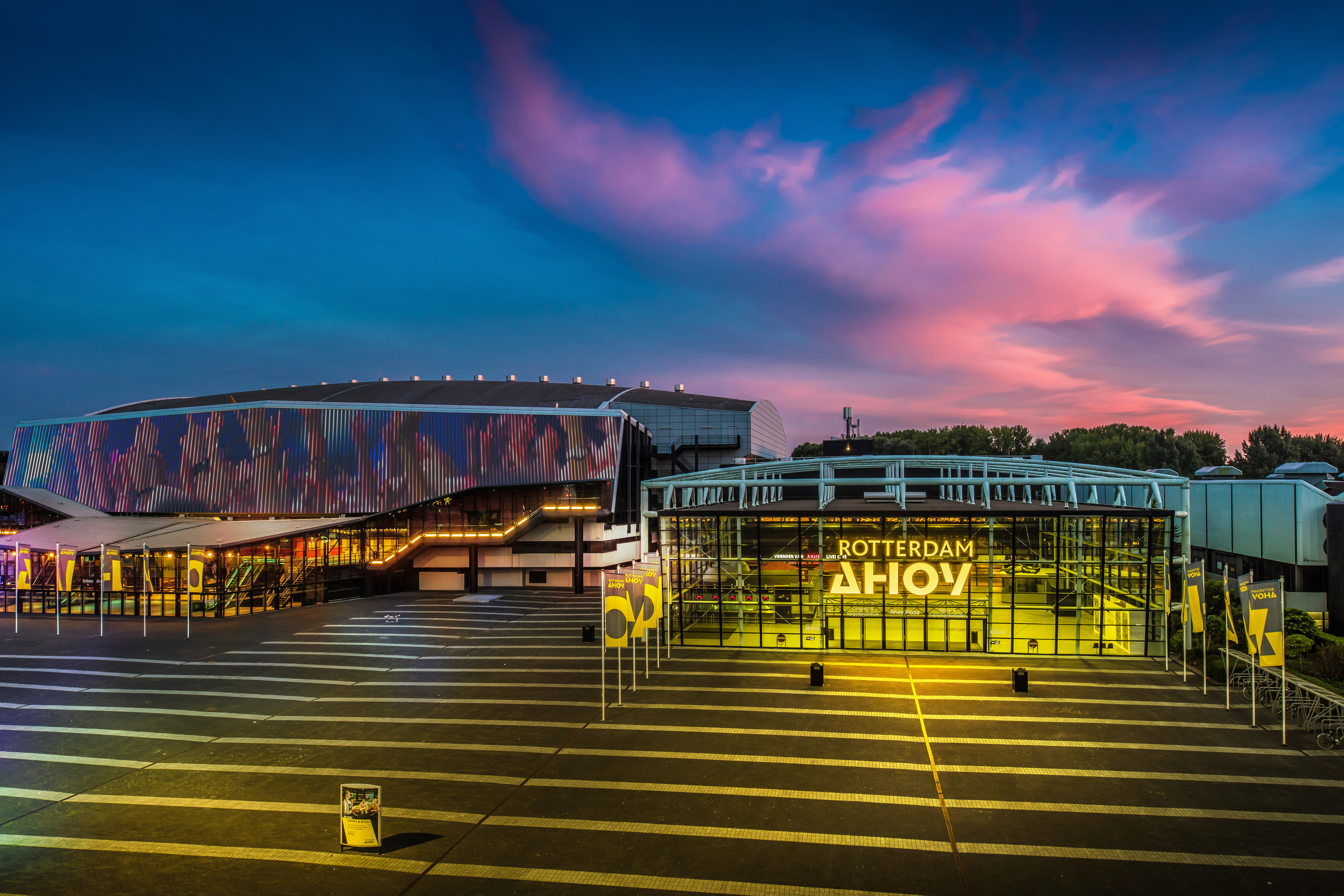
Rotterdam Ahoy, зала, де проходитиме «Євробачення-2021»

Після скасування «Євробачення-2020» через пандемію коронавірусу Європейська мовна спілка (ЄМС) вела перемовини з нідерландськими мовниками «AVROTROS», NOS, NPO і роттердамською владою щодо проведення «Євробачення-2021» у Роттердамі. 16 травня, під час проведення концерту Europe Shine A Light, ЄМС спільно з NPO, NOS та AVROTROS заявила, що «Євробачення 2021» відбудеться в Роттердамі в концертному залі Ahoy, у якому проходив дитячий конкурс «Євробачення-2007».

### Супервайзер
У січні 2020 року ЄМС оголосила, що Мартін Естердаль стане супервайзером «Євробачення» після конкурсу 2020 року, змінивши на посаді Юн Ула Санна. До призначення на нову посаду Мартін Естердаль був виконавчим продюсером «Євробачення» у 2013 та 2016 роках, а також членом референтної групи «Євробачення» з 2012 по 2018 роки.

### Можливі варіанти проведення конкурсу
У зв'язку з пандемією коронавірусної хвороби, організатори розробили 4 варіанти проведення «Євробачення».
- Сценарій А передбачав проведення конкурсу без будь-яких обмежень на кількість учасників, глядачів у залі й позаконкурсних виступів.
- Сценарій B передбачав обов'язкове дотримання дистанції.
- Сценарій C допускав виконання конкурсних виступів із території своєї країни наживо.
- Відповідно до сценарію D, на місці проведення не мало бути глядачів і скасовано усі позаетерні заходи, усі виконавці виконували б пісні з дому наживо.

| Аспекти                  | Сценарій А     | Сценарій B                | Сценарій C          | Сценарій D  |
| ------------------------ | -------------- | ------------------------- | ------------------- | ----------- |
| Дистанція між учасниками | Звичайна       | 1,5 метри                 | Обмеження подорожей | Локдаун     |
| Шоу в Ahoy               | Так            | Так                       | Так                 | Так         |
| Конкурсанти в Роттердамі | Всі            | Всі / Більшість           | Ні                  | Ні          |
| Заповненість місць       | 100 %          | 0-80 %                    | 0-80 %              | Відсутня    |
| Заходи в Роттердамі      | Так            | Адаптовані                | Обмежені            | Відсутні    |
| Прес-центр               | 1500 на місцях | 500 на місцях 1000 онлайн | 1500 онлайн         | 1500 онлайн |

3 лютого 2021 року організатори «Євробачення-2021» повідомили, що сценарій А не розглядатиметься, натомість уся увага буде зосереджена на сценарії B.
У протоколі безпеки, опублікованому 2 березня 2021, ЄМС підтвердила, що конкурс проводитиметься за сценарієм В, утім, наголосила, що не виключається варіант зменшення масштабів конкурсу.

### Дизайн

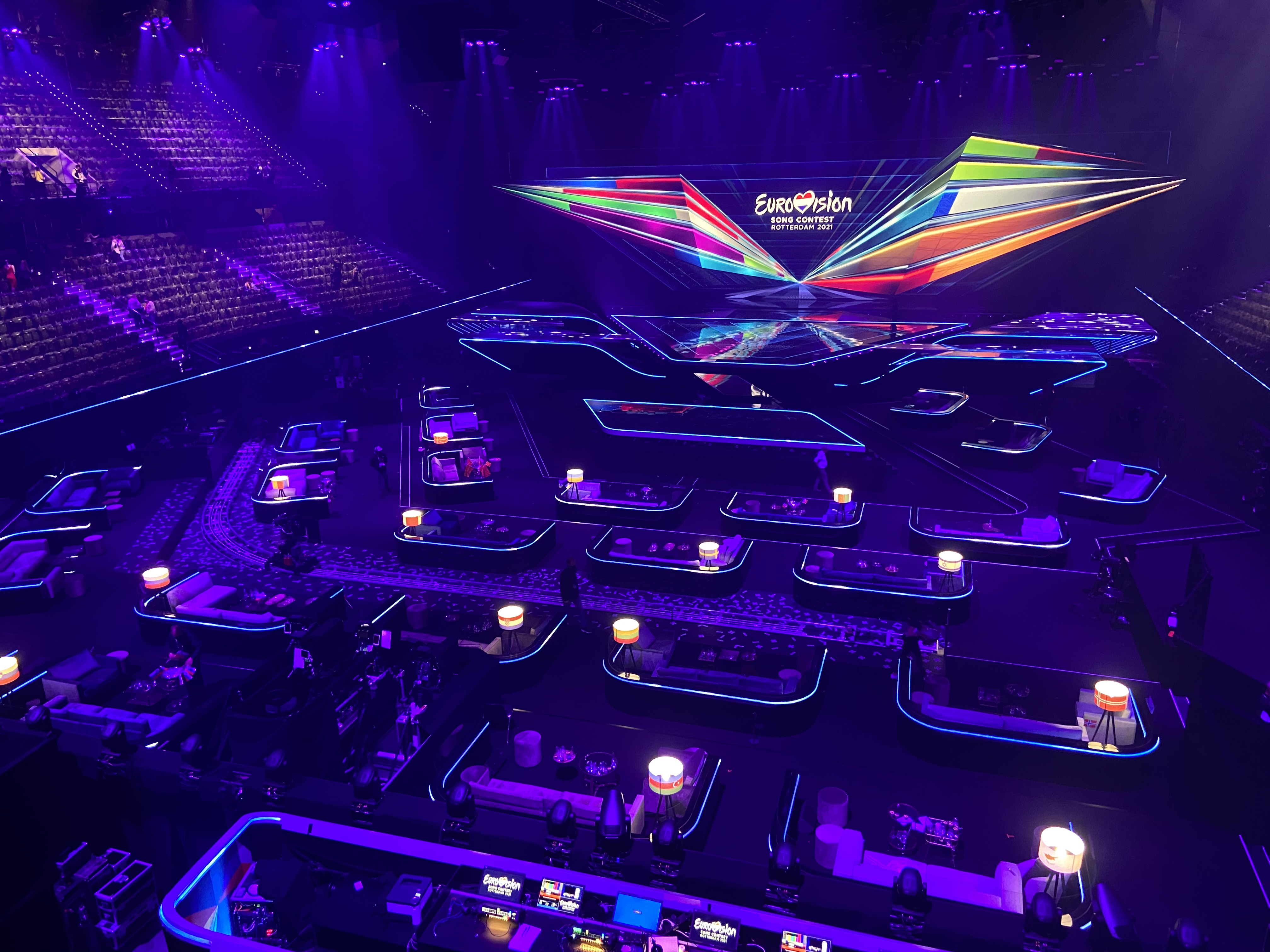
Трибуни, сцена та місця делегацій

18 вересня 2020, разом з можливими сценаріями проведення конкурсу, ЄМС повідомила, що дизайн та логотип, створений для конкурсу 2020 року, буде використаний і 2021. Оновлений офіційний логотип та брендинг було оприлюднено 4 грудня 2020. Спроєктований CLEVER°FRANKE, він є «абстрактною презентацією, натхненною картою світу й візуально пов'язує столиці кожної країни-учасниці з Роттердамом як живим серцем Європи».
Перероблений візуальний дизайн, спроєктований MediaMonks та NEP, базується на візерунках та «коліях», які символізують Нідерланди та «opening up».

### Листівки
Листівка являє собою відео довжиною 40 секунд, що призначене для використання під час виходу нових конкурсантів на сцену. Концепцію листівок для конкурсу 2021 року оприлюднили 1 грудня 2020. Базовані на темі конкурсу «Відкрийся» (англ. Open Up), але відхилені від початкової концепції, створеної для листівок 2020 року через карантинні обмеження, листівки міститимуть кадри виконавців, відзняті в країнах, які вони представляють, в обрамленні так званого «крихітного будиночка», що були наповнені речами, які належали співакам та характеризували їх. Кадри з виконавцями переносили у листівки за допомогою хромакею. В кінці кожної листівки будинок опромінювала смуга світла, що є символом шляху до сцени, та виконана у кольорах національного прапора кожної країни. Знімали листівки в березні-квітні 2021 року.
Для зйомок були використані наступні локації:
- Австралія — Гет Кастел, Роттердам
- Австрія — Нанневійд (Nannewijd), Фрізькі озера
- Азербайджан — Гітгорн, Оверейсел
- Албанія — Високий міст (Hoge Brug), Маастріхт
- Бельгія — Буртанж (Bourtange), Гронінген
- Болгарія — Аґело (Agelo)
- Велика Британія — Газольте (Gasselte)
- Греція — Обсерваторія Галлея, Вінкель
- Грузія — Порт Роттердама
- Данія — Неймеген, Гелдерланд
- Естонія — Кільце Зандворт
- Ізраїль — Центральний залізничний вокзал Утрехта
- Ірландія — Ермітаж на Амстелі, Амстердам
- Ісландія — Зеебургерлейланд (Zeeburgereiland), Амстердам
- Іспанія — Дорншпік (Doornspijk), Гелдерланд
- Італія — Арнем, Гелдерланд
- Кіпр — Гертогенбос, Північний Брабант
- Латвія — Мідделбург, Зеландія
- Литва — Центральний вокзал Роттердама
- Мальта — Вліссінген, Зеландія
- Молдова — Схірмонніког, Фрисландія
- Нідерланди — Уддорп (Ouddorp), Південна Голландія
- Німеччина — Схевенінген, Гаага
- Норвегія — Коппельпорт (Koppelpoort), Амерсфорт
- Північна Македонія — Дольмен D14 (Hunebed D14), Екст
- Польща — Аеропорт «Схіпгол», Амстердам
- Португалія — Площа Ринок, Делфт
- Росія — Бульвонінген (Bolwoningen), Гертогенбос
- Румунія — Леуварден, Фрисландія
- Сан-Марино — Еволюон (Evoluon), Ейндговен
- Сербія — Кекенгоф, Ліссе
- Словенія — Маркер Вадден (Marker Wadden), Флеволанд
- Україна — Національний парк Велувезум, Гелдерланд
- Фінляндія — Кар'єр срібного піску Сібелко, Герлен
- Франція — Гаутрібдеїк
- Хорватія — Брук оп Лангейдейк (Broek op Langedijk), Північна Голландія
- Чехія — Алмере
- Швеція — Музейна площа (Museumplein), Амстердам
- Швейцарія — Північний острів (Noordereiland), Роттердам

### Представники
Після скасування «Євробачення-2020» ЄМС вивчила можливість дозволити пісням, які обрали для конкурсу 2020 року, змагатися 2021 року, яку обговорила референтна група конкурсу з національними мовниками країн-учасниць конкурсу. 20 березня 2020 року референтна група вирішила, що згідно з правилами пісенного конкурсу «Євробачення» пісні 2020 року не матимуть права брати участь у конкурсі 2021 року.

### Ведучі

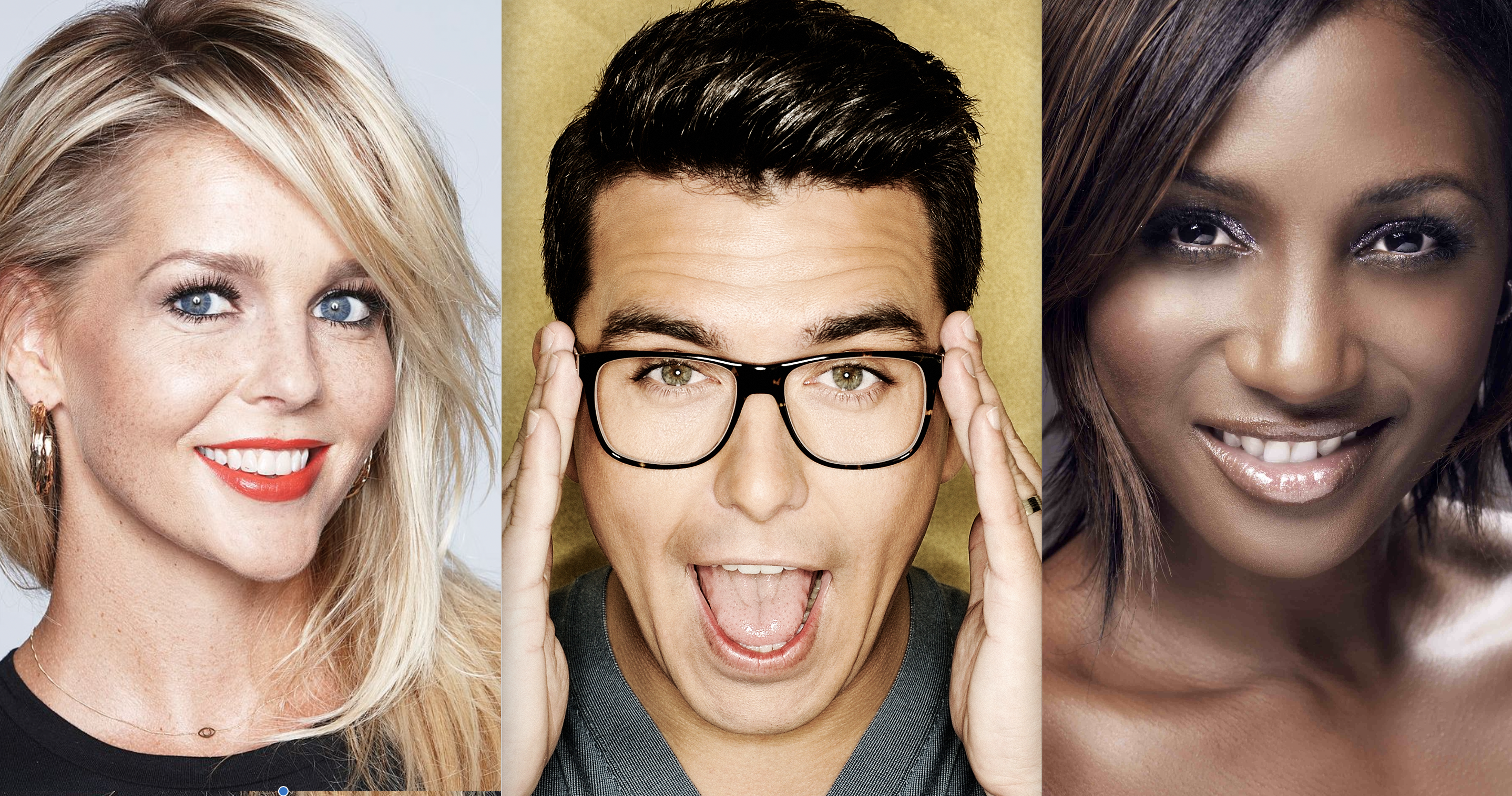
Шанталь Янцен, Ян Сміт і Едсилія Ромблі, ведучі конкурсу

18 вересня 2020 ЄМС повідомила, що ведучі, котрі мали проводити «Євробачення-2020», а саме: акторка й телеведуча Шанталь Янцен, співак і коментатор Ян Сміт, співачка Едсилія Ромблі, яка представляла Нідерланди на «Євробаченні» у 1998 і 2007 роках, та влоґерка, візажистка Ніккі де Ягер (NikkieTutorials) проводитимуть конкурс 2021 року.

## Учасники

### Повернення
Після скасування конкурсу 2020 року, національні мовники таких країн як Австралія, Австрія, Азербайджан, Бельгія, Болгарія, Греція, Грузія, Ізраїль, Ірландія, Ісландія, Іспанія, Латвія, Мальта, Молдова, Нідерланди, Північна Македонія, Румунія, Сан-Марино, Сербія, Словенія, Україна, Чехія, Швейцарія повідомили, що їхні представники, обрані для участі 2020 року, представлять свої країни 2021 року.
- Австрія — Вінсент Буено був бек-вокалістом представника Австрії Натана Трента 2017 року.
- Греція — Стефанія представляла Нідерланди на Дитячому пісенному конкурсі «Євробачення 2016» у складі гурту «Kisses».
- Мальта — Дестіні Чукуньєре перемогла у Дитячому пісенному конкурсі «Євробачення 2015», коли представляла Мальту, також вона була бек-вокалісткою представниці від Мальти Мікели Пач у 2019 році.
- Молдова — Наталія Гордієнко разом з Arsenium та Connect-R представляла Молдову у фіналі конкурсу 2006 року.
- Північна Македонія — Василь Гарванлієв виступав у 2019 році в якості бек-вокаліста Тамари Тодевськи.
- Сан-Марино — Сеніт представляла Сан-Марино у півфіналі конкурсу 2011 року.
- Сербія — Саня Вучич представляла країну на Євробаченні 2016, Ксенія Кнежевич була беквокалісткою Ненада Кнежевича (представник Чорногорії на конкурсі 2015 року), Младен Лукіч — у якості учасниці гурту Balkanika в 2018 році.

### Півфінальне жеребкування
17 листопада 2020 року ЄМС підтвердила, що жеребкування розподілу країн у півфіналах не проводитиметься, натомість у півфіналі буде представлений той самий склад країн, визначений жеребкуванням, що відбулося 28 січня 2020 року.
Тоді ж визначили, у якому півфіналі голосуватиме кожна з шести країн, автоматично кваліфікованих у фінал — країни «великої п'ятірки» та Нідерланди.

Країни-учасниці першого півфіналу
Країни, що виступлять одразу у фіналі, але голосуватимуть у першому півфіналі
Країни-учасниці другого півфіналу
Країни, що виступлять одразу у фіналі, але голосуватимуть у другому півфіналі

Кошики, які використовувалися для жеребкування, мали наступний вигляд:
| Кошик  | 1                  | 2         | 3           | 4          | 5        |
| ------ | ------------------ | --------- | ----------- | ---------- | -------- |
| Країни | Австрія            | Австралія | Азербайджан | Болгарія   | Бельгія  |
| Країни | Албанія            | Данія     | Білорусь    | Греція     | Ізраїль  |
| Країни | Північна Македонія | Естонія   | Вірменія    | Кіпр       | Ірландія |
| Країни | Сербія             | Ісландія  | Грузія      | Мальта     | Латвія   |
| Країни | Словенія           | Норвегія  | Молдова     | Португалія | Литва    |
| Країни | Хорватія           | Фінляндія | Росія       | Румунія    | Польща   |
| Країни | Швейцарія          | Швеція    | Україна     | Сан-Марино | Чехія    |

## Перший півфінал
Перший півфінал відбувся 18 травня 2021 року. У ньому виступили 16 країн. Ці країни, включно з Німеччиною, Італією та Нідерландами, голосували у півфіналі.

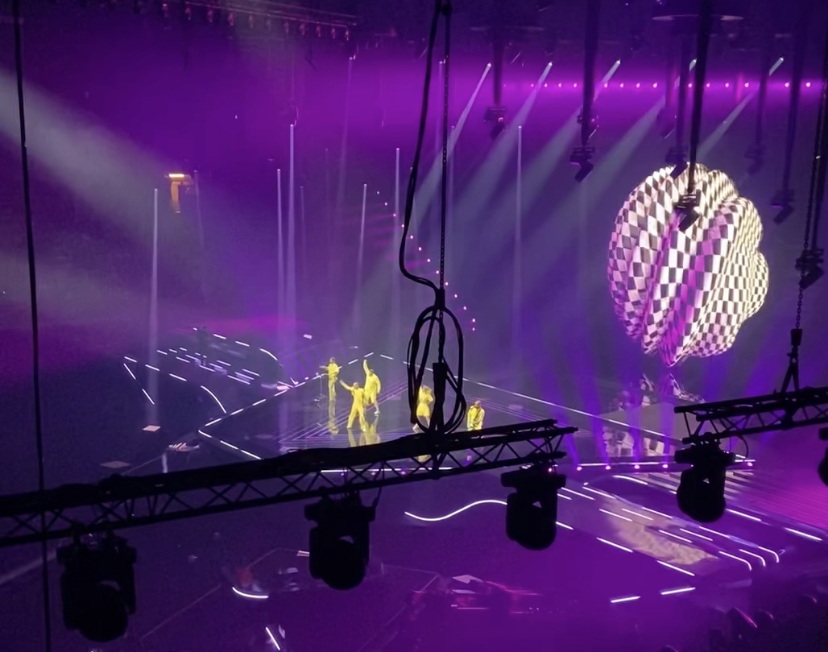
Литва на Євробаченні 2021

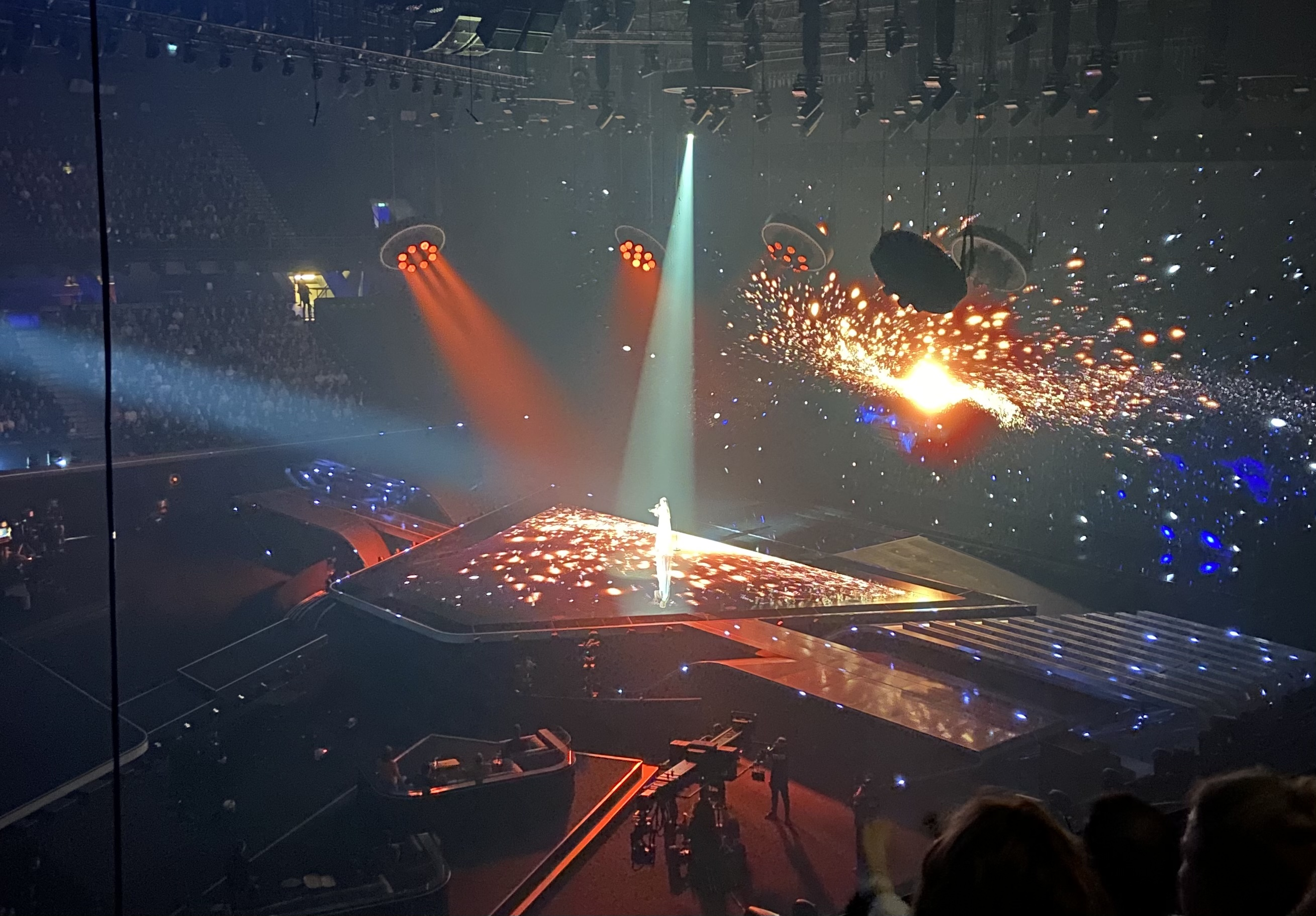
Словенія на Євробаченні 2021

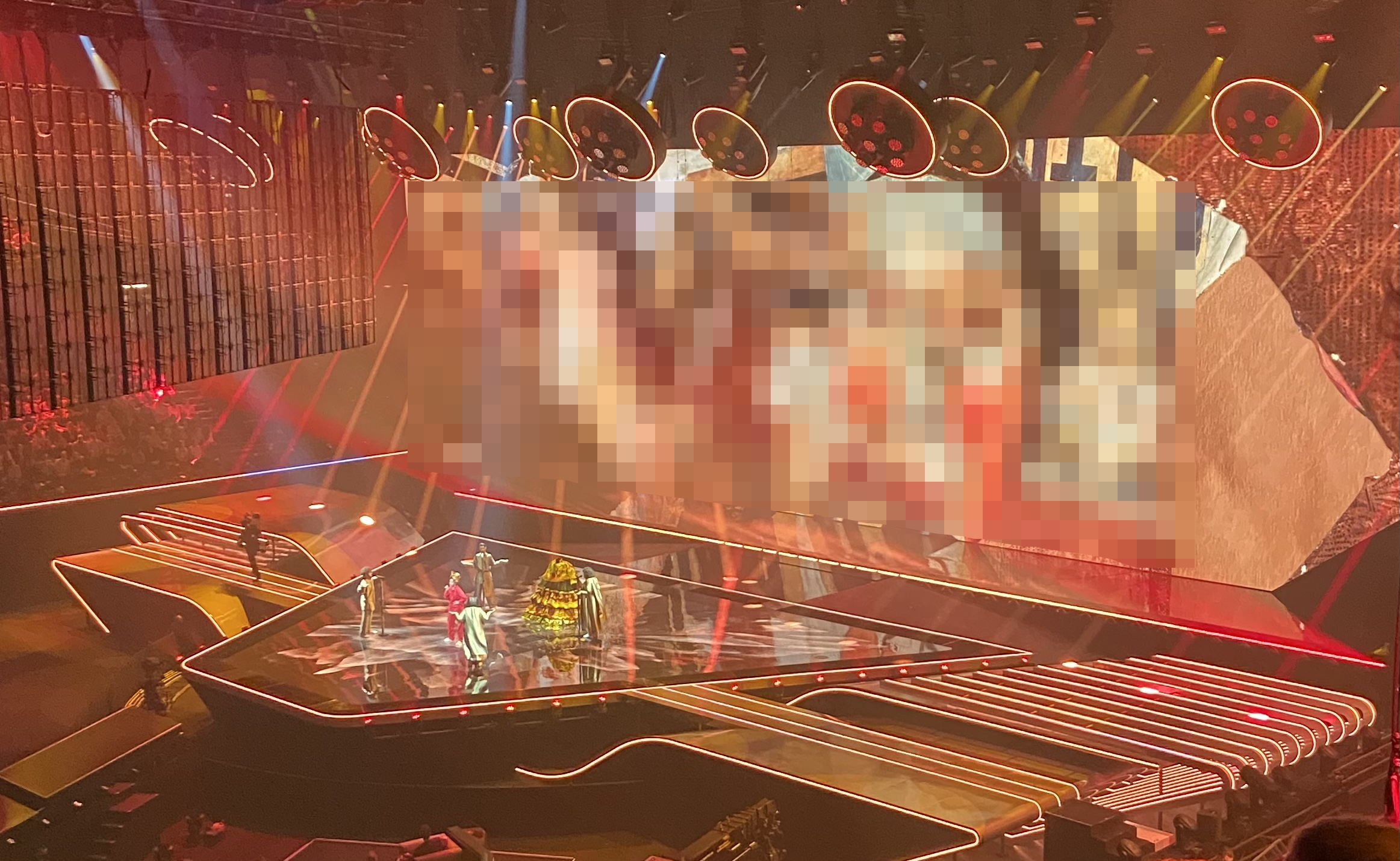
Росія на Євробаченні 2021

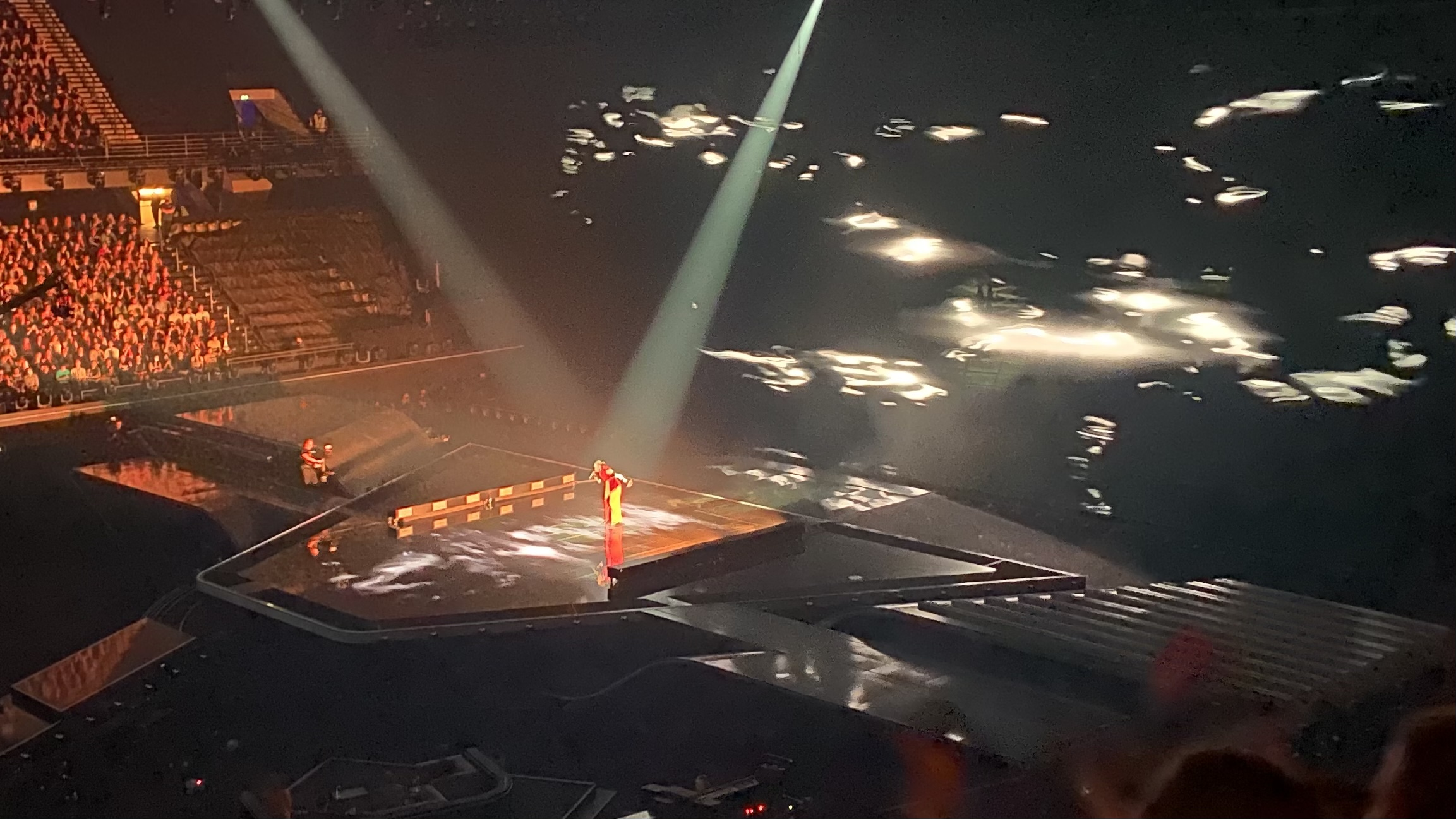
Швеція на Євробаченні 2021

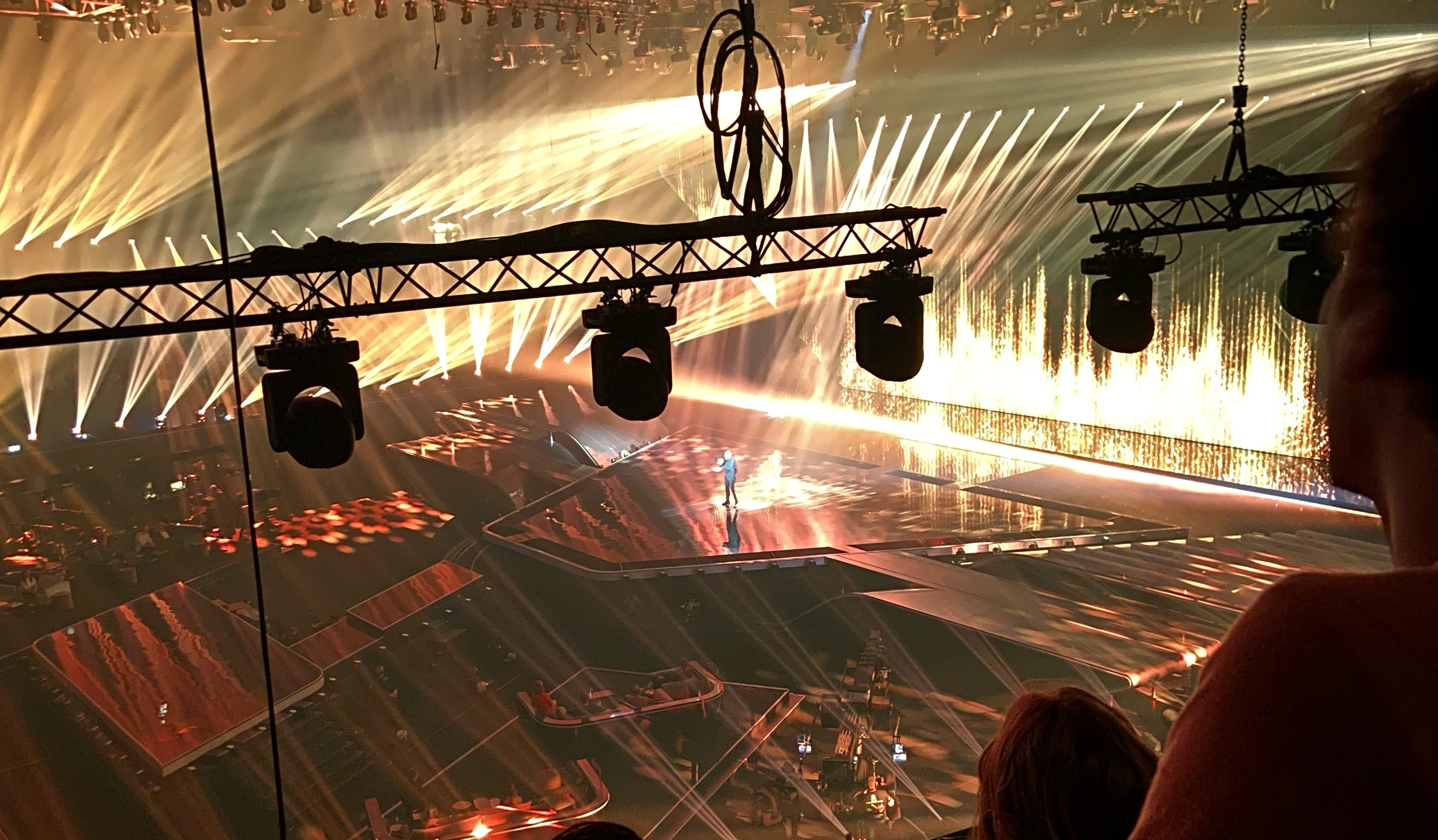
Північна Македонія на Євробаченні 2021

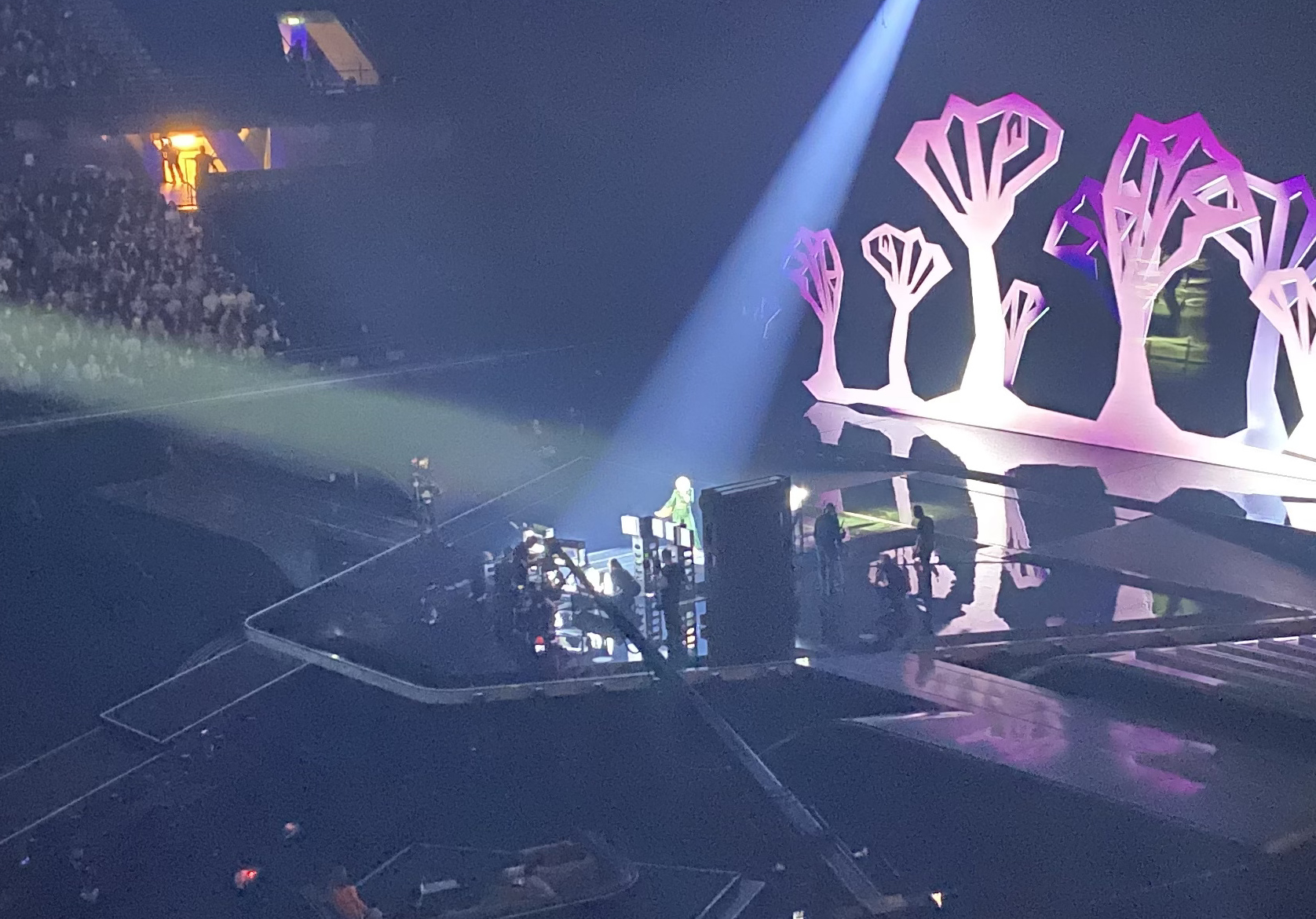
Ірландія на Євробаченні 2021

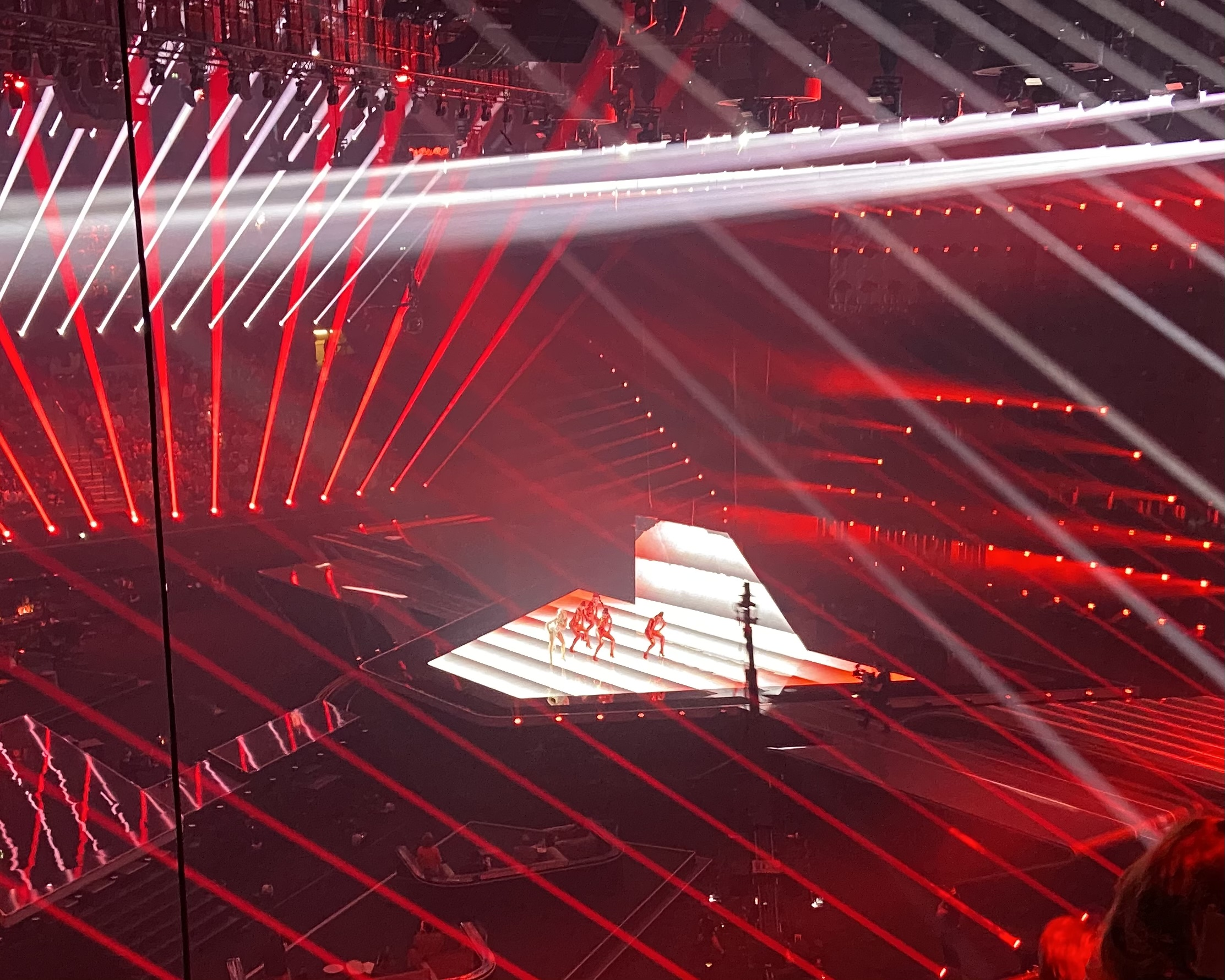
Кіпр на Євробаченні 2021

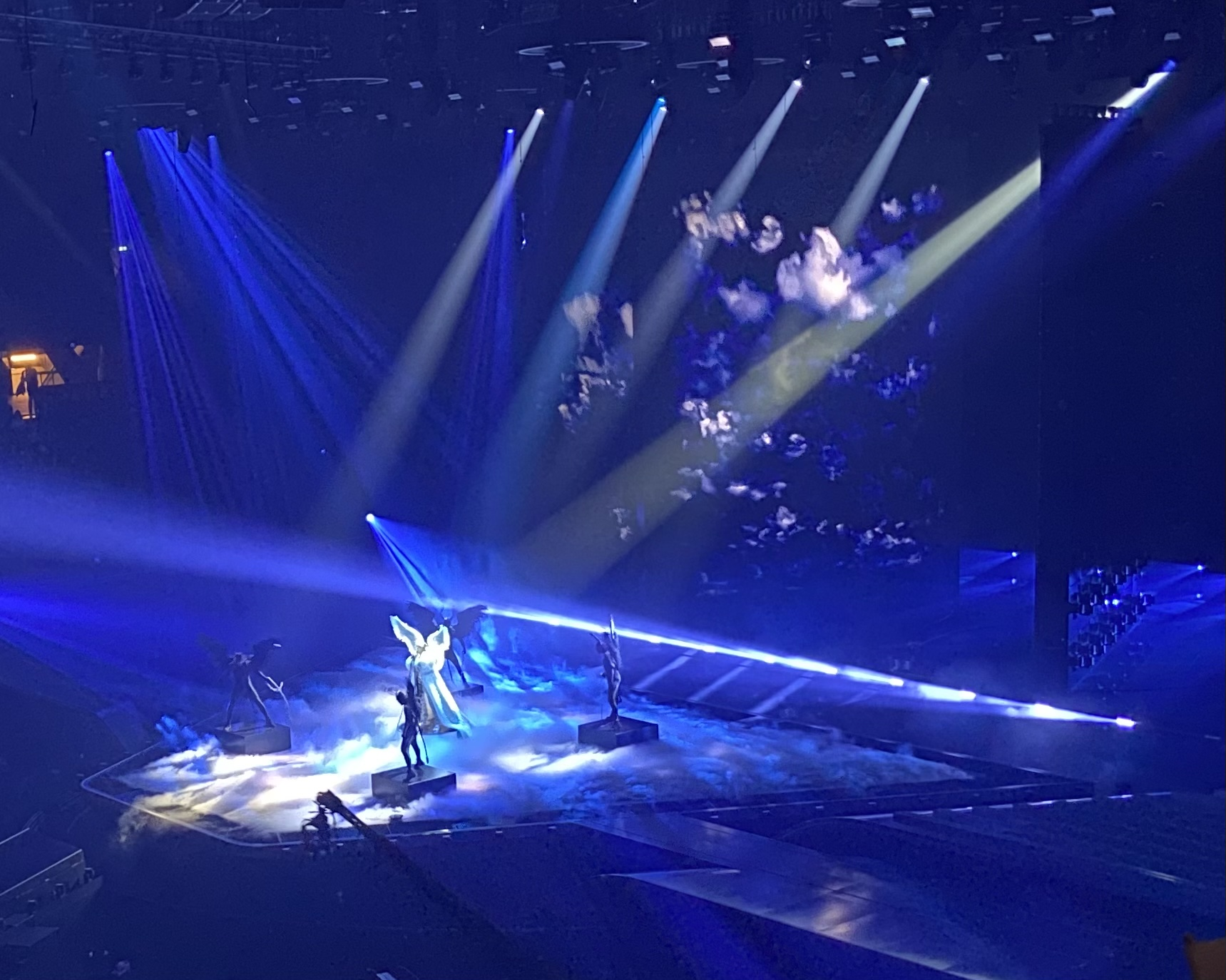
Норвегія на Євробаченні 2021

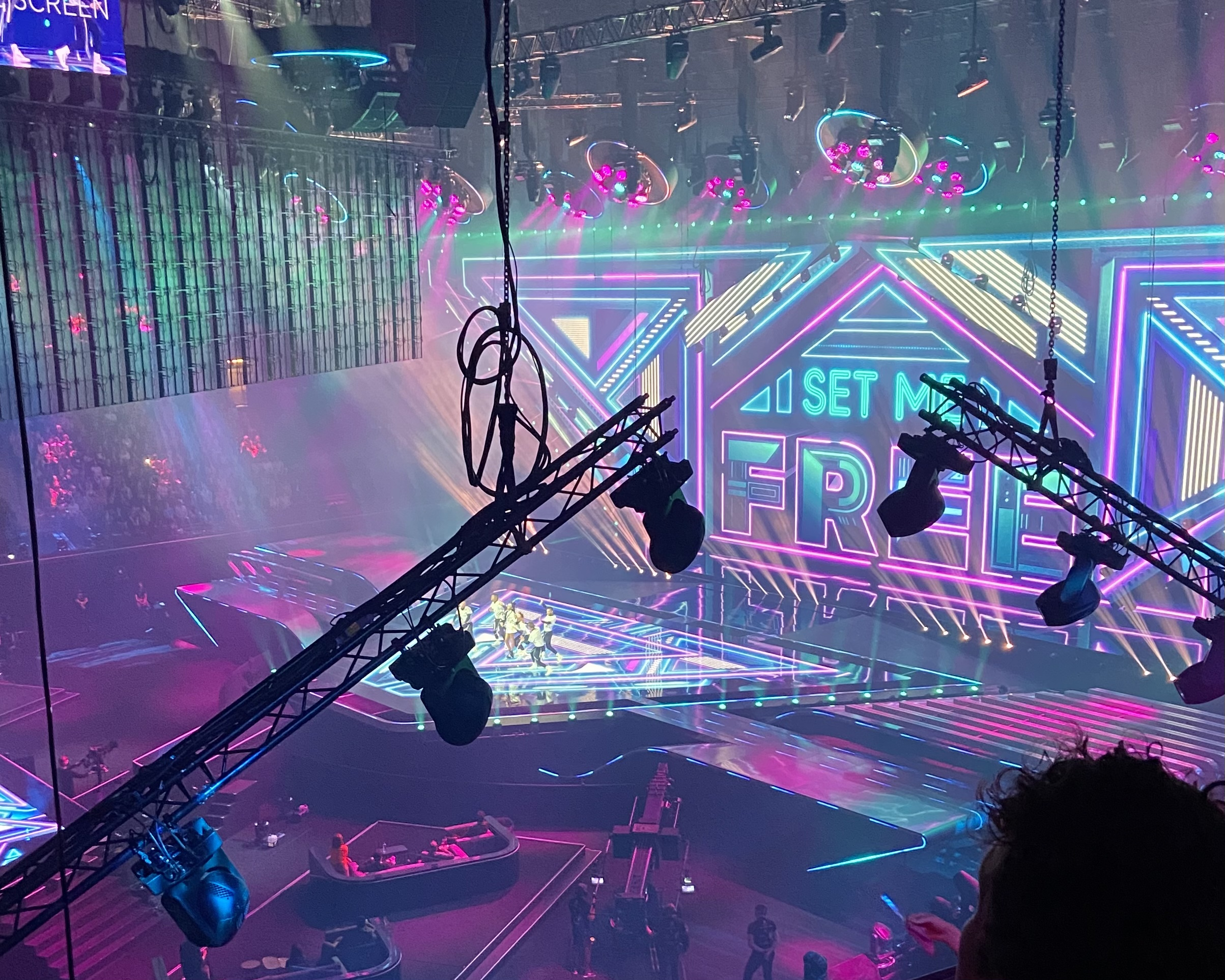
Ізраїль на Євробаченні 2021

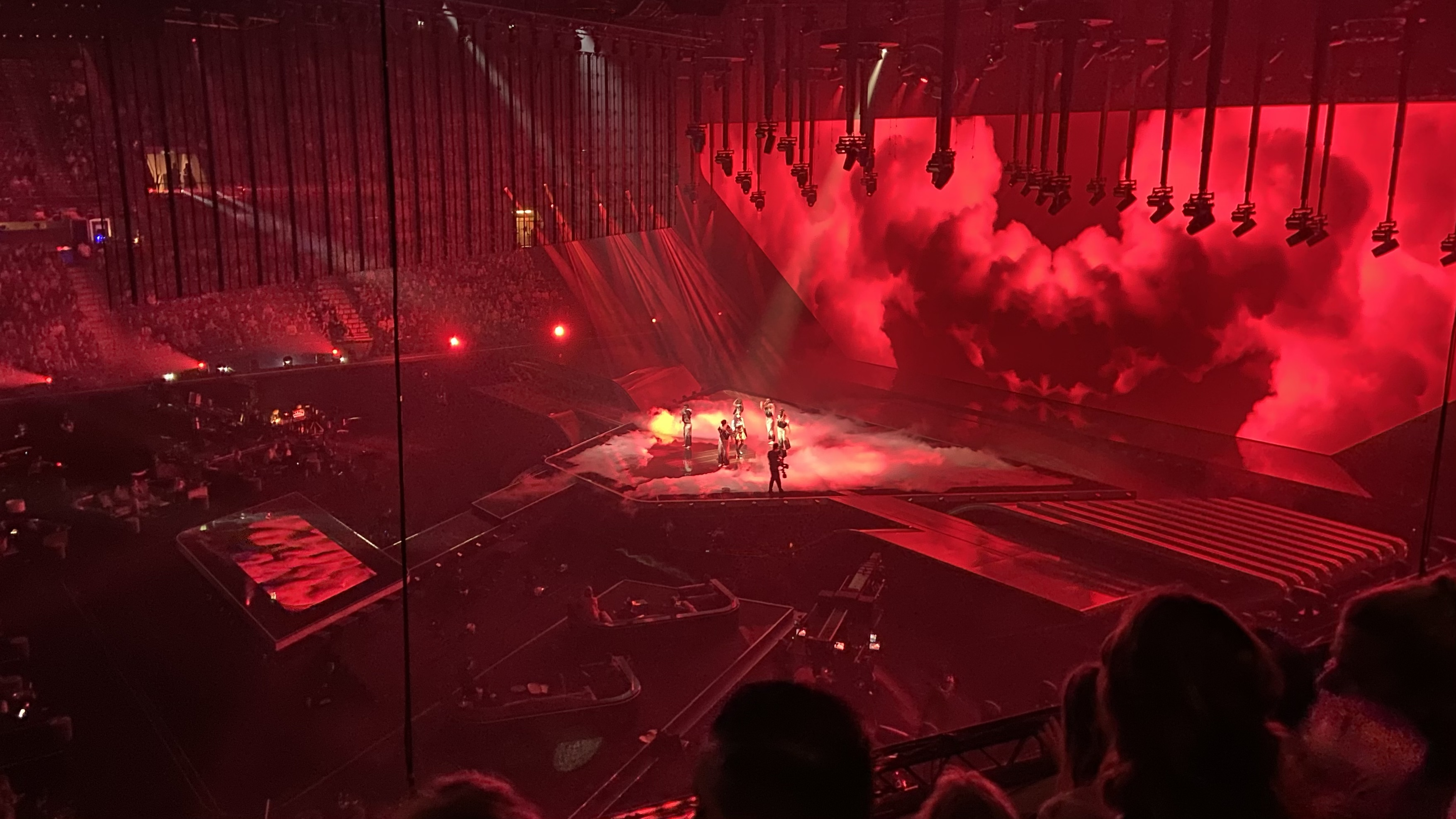
Румунія на Євробаченні 2021

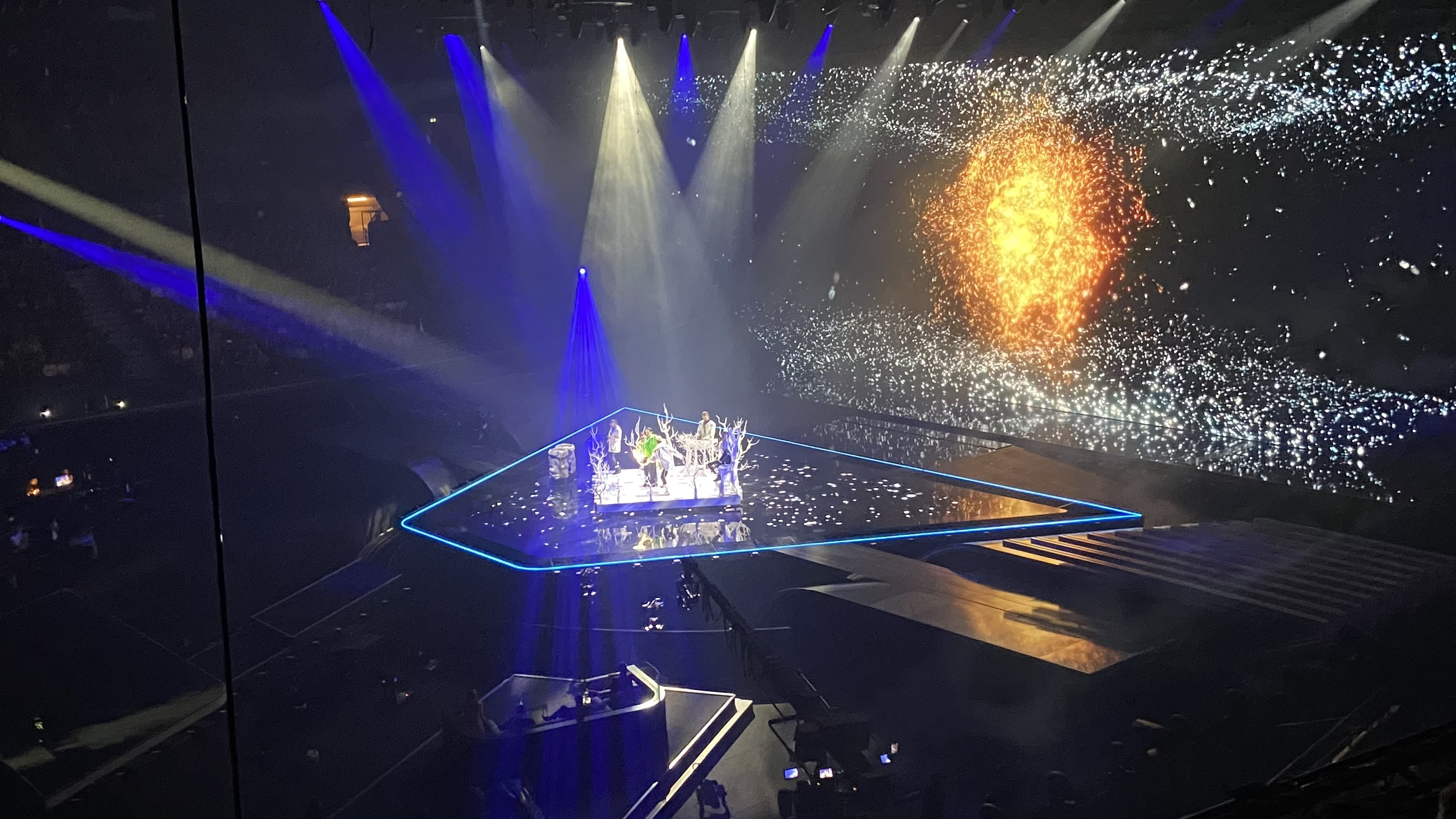
Україна на Євробаченні 2021

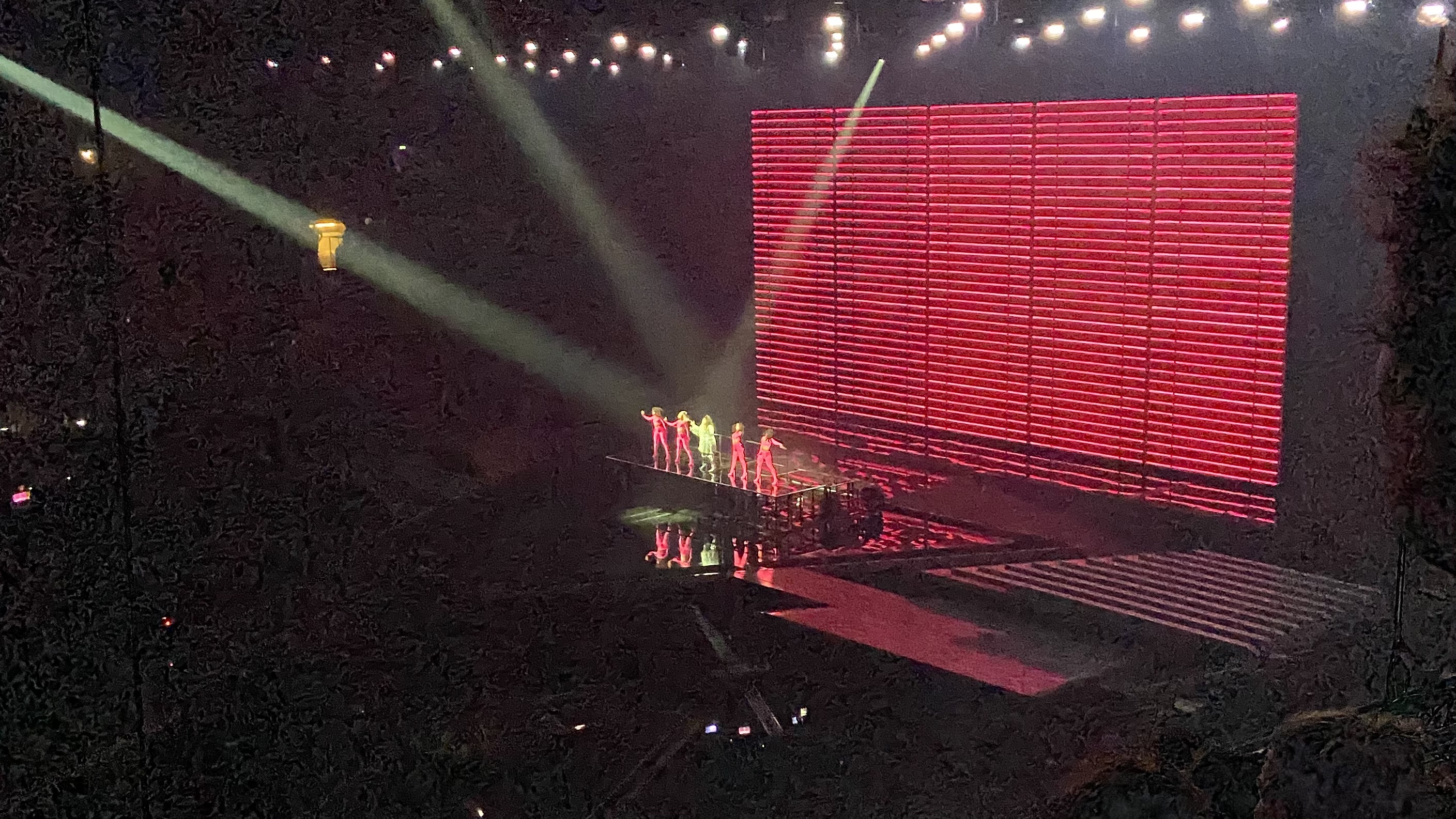
Мальта на Євробаченні 2021

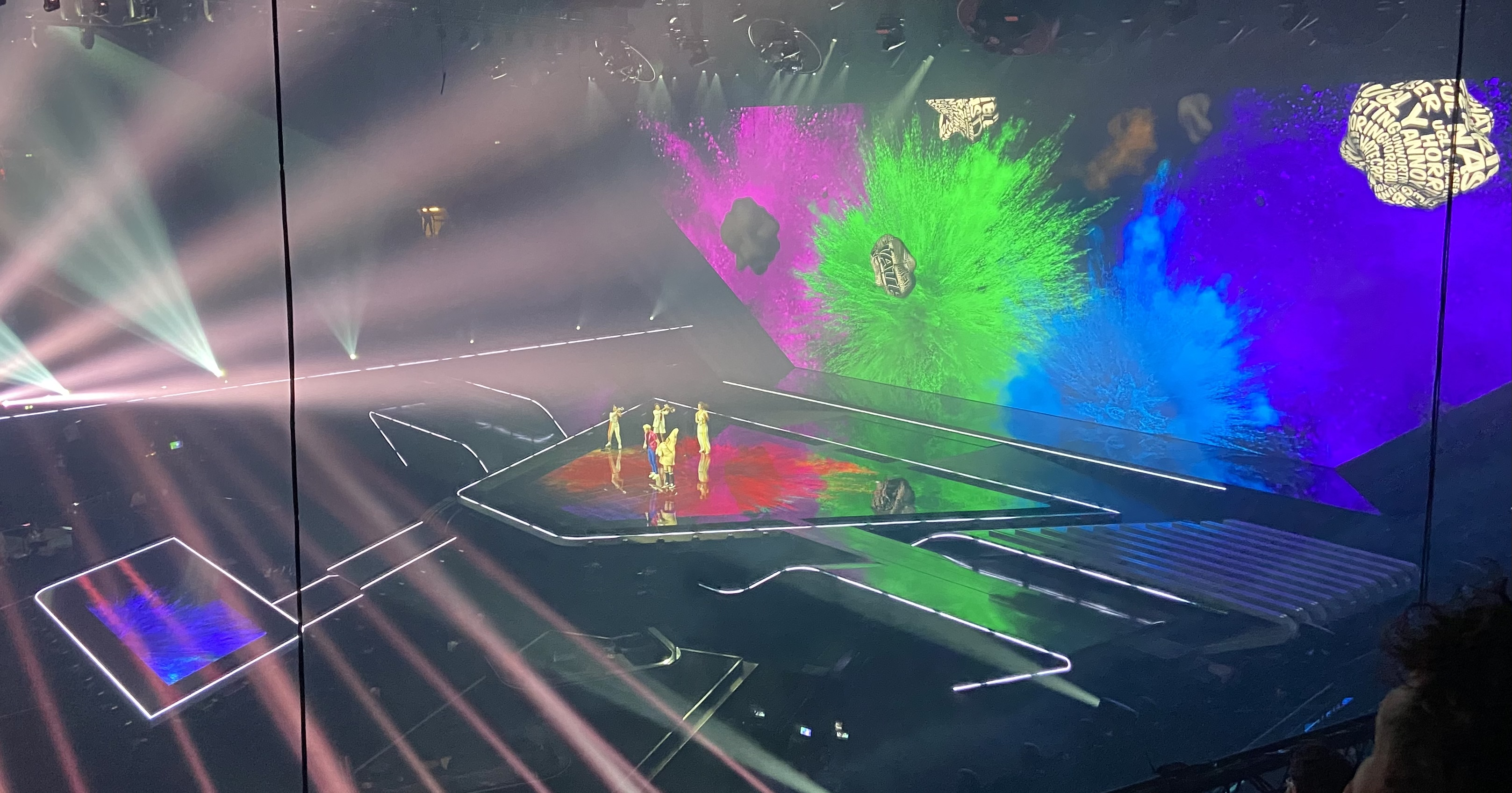
Німеччина на Євробаченні 2021

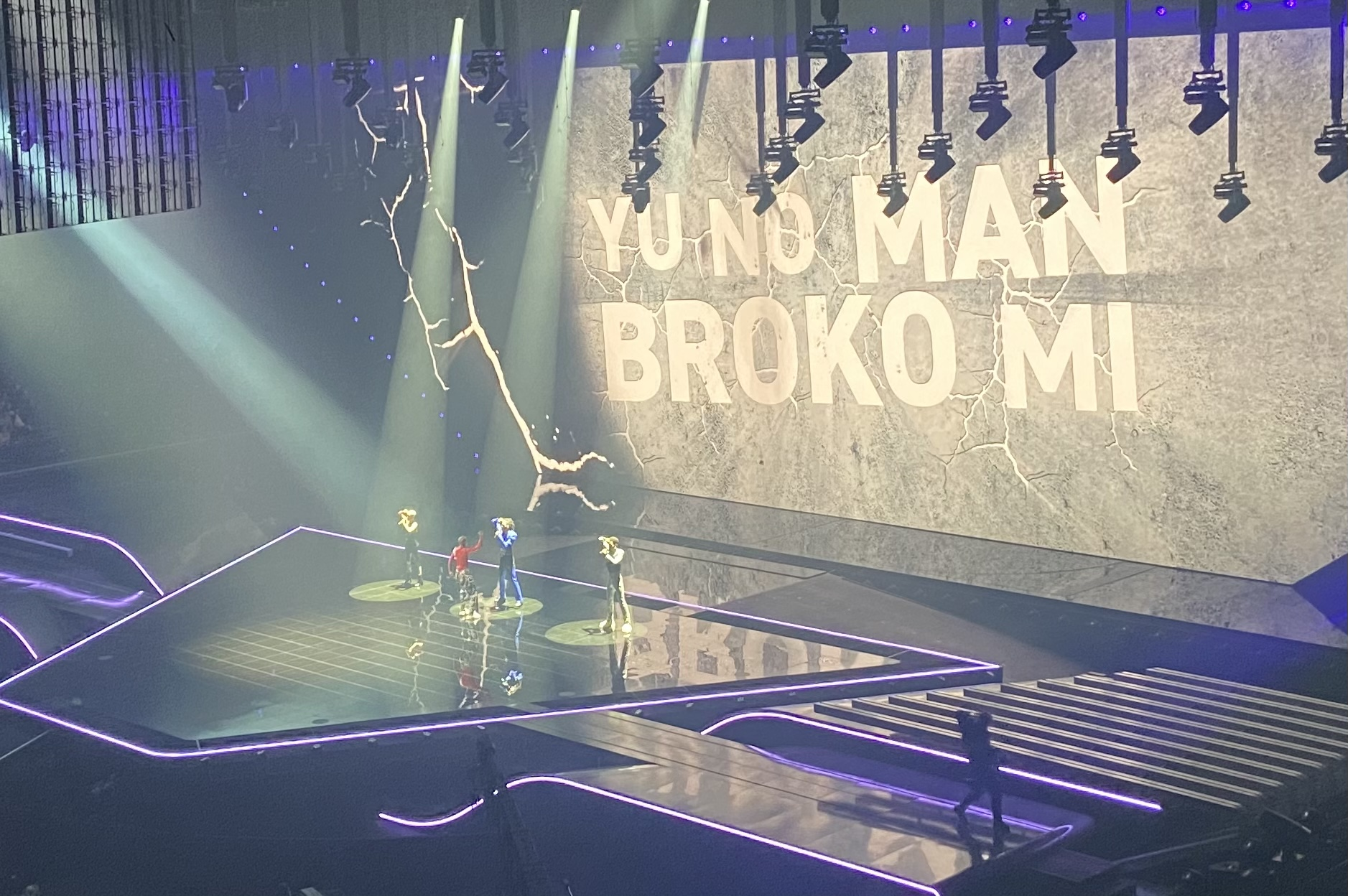
Нідерланди на Євробаченні 2021

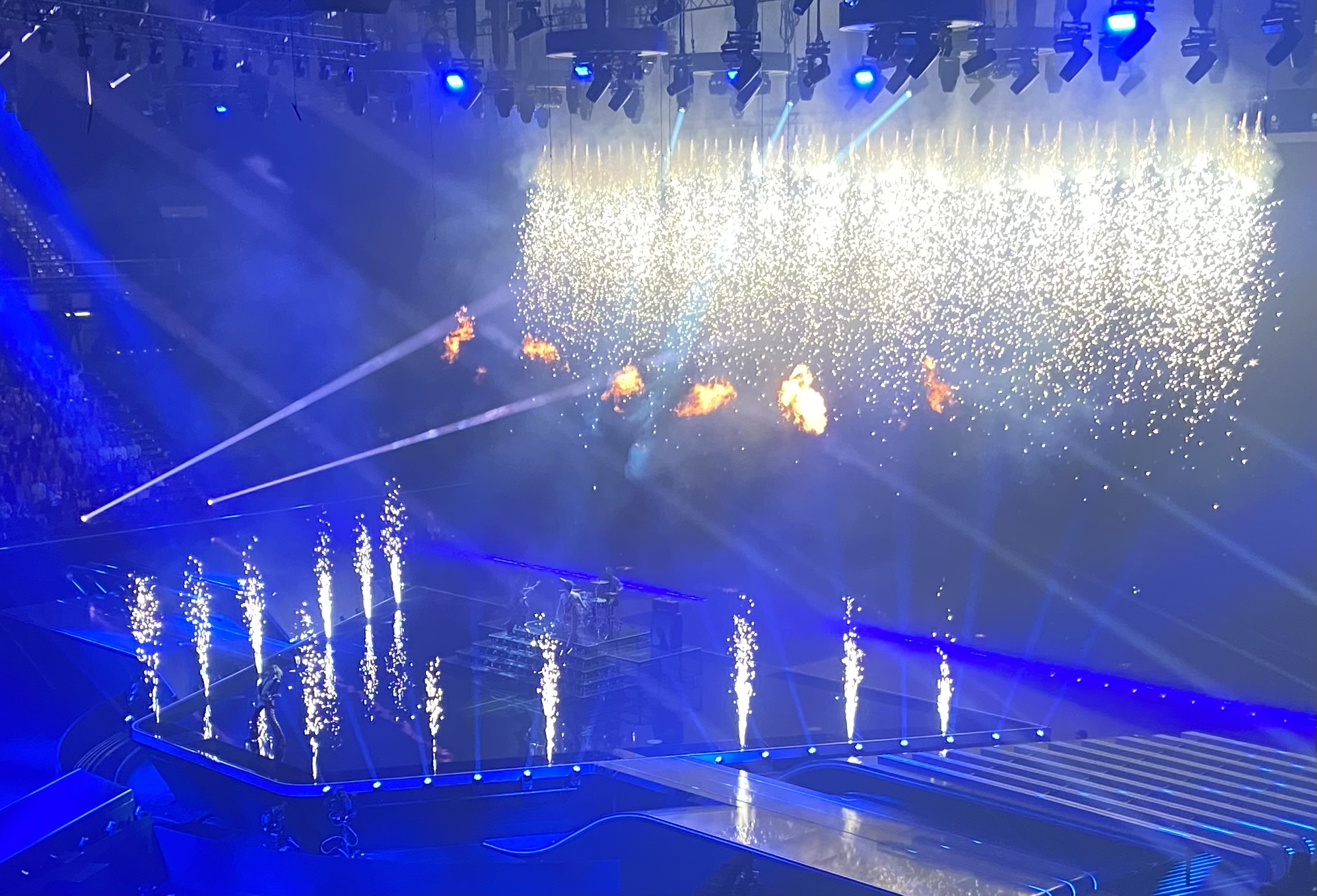
Італія на Євробаченні 2021

| №  | Країна             | Виконавець     | Пісня             | Мова                   | Місце | Бали |
| -- | ------------------ | -------------- | ----------------- | ---------------------- | ----- | ---- |
| 1  | Литва              | «The Roop»     | «Discoteque»      | англійська             | 4     | 203  |
| 2  | Словенія           | Ана Соклич     | «Amen»            | англійська             | 13    | 44   |
| 3  | Росія              | Маніжа         | «Russian Woman»   | російська, англійська  | 3     | 225  |
| 4  | Швеція             | Туссе          | «Voices»          | англійська             | 7     | 142  |
| 5  | Австралія          | Монтень        | «Technicolour»    | англійська             | 14    | 28   |
| 6  | Північна Македонія | Vasil          | «Here I stand»    | англійська             | 15    | 23   |
| 7  | Ірландія           | Леслі Рой      | «Maps»            | англійська             | 16    | 20   |
| 8  | Кіпр               | Елена Цагріну  | «El diablo»       | англійська             | 6     | 170  |
| 9  | Норвегія           | Tix            | «Fallen angel»    | англійська             | 10    | 115  |
| 10 | Хорватія           | Альбіна        | «Tick-tock»       | англійська, хорватська | 11    | 110  |
| 11 | Бельгія            | «Hooverphonic» | «The wrong place» | англійська             | 9     | 117  |
| 12 | Ізраїль            | Еден Алене     | «Set me free»     | англійська             | 5     | 192  |
| 13 | Румунія            | Роксен         | «Amnesia»         | англійська             | 12    | 85   |
| 14 | Азербайджан        | Ефенді         | «Mata Hari»       | англійська             | 8     | 138  |
| 15 | Україна            | «Go_A»         | «Шум»             | українська             | 2     | 267  |
| 16 | Мальта             | Дестіні        | «Je me casse»     | англійська             | 1     | 325  |

| Місце | Глядачі            | Глядачі | Журі               | Журі |
| Місце | Країна             | Бали    | Країна             | Бали |
| ----- | ------------------ | ------- | ------------------ | ---- |
| 1     | Україна            | 164     | Мальта             | 174  |
| 2     | Мальта             | 151     | Росія              | 117  |
| 3     | Литва              | 137     | Україна            | 103  |
| 4     | Росія              | 108     | Ізраїль            | 99   |
| 5     | Ізраїль            | 93      | Кіпр               | 92   |
| 6     | Азербайджан        | 91      | Швеція             | 91   |
| 7     | Кіпр               | 78      | Бельгія            | 70   |
| 8     | Норвегія           | 77      | Литва              | 66   |
| 9     | Хорватія           | 53      | Румунія            | 58   |
| 10    | Швеція             | 51      | Хорватія           | 57   |
| 11    | Бельгія            | 47      | Азербайджан        | 47   |
| 12    | Румунія            | 27      | Норвегія           | 38   |
| 13    | Північна Македонія | 11      | Словенія           | 36   |
| 14    | Словенія           | 8       | Австралія          | 26   |
| 15    | Ірландія           | 4       | Ірландія           | 16   |
| 16    | Австралія          | 2       | Північна Македонія | 12   |

| №  | Країна             | Всього | Австралія | Азербайджан | Бельгія | Ізраїль | Ірландія | Кіпр | Литва | Мальта | Норвегія | Півн.Македонія | Росія | Румунія | Словенія | Україна | Хорватія | Швеція | Італія | Нідерланди | Німеччина |
| -- | ------------------ | ------ | --------- | ----------- | ------- | ------- | -------- | ---- | ----- | ------ | -------- | -------------- | ----- | ------- | -------- | ------- | -------- | ------ | ------ | ---------- | --------- |
| 1  | Литва              | 66     | 2         |             | 2       | 12      | 5        | 3    |       | 4      |          |                | 2     | 8       |          | 1       | 6        | 7      | 7      | 3          | 4         |
| 2  | Словенія           | 36     |           | 4           |         | 3       |          | 6    |       | 5      | 4        | 2              |       | 7       |          | 4       |          |        |        |            |           |
| 3  | Росія              | 117    | 7         | 12          | 12      | 6       | 8        | 8    |       | 1      | 3        | 7              |       | 5       | 10       |         | 8        | 6      | 5      | 12         | 7         |
| 4  | Швеція             | 91     | 6         | 6           | 6       | 5       | 1        | 7    | 3     | 10     | 10       | 1              | 7     | 4       |          | 3       | 1        |        | 4      | 5          | 12        |
| 5  | Австралія          | 26     |           |             |         |         |          |      | 8     |        |          | 3              | 1     | 2       |          | 12      | 2        |        |        |            | 1         |
| 6  | Північна Македонія | 12     |           |             |         |         | 2        |      |       |        |          |                |       | 6       | 4        |         |          |        |        |            |           |
| 7  | Ірландія           | 16     | 3         | 3           | 3       |         |          | 2    |       | 2      | 1        |                |       |         |          |         |          | 1      | 1      |            |           |
| 8  | Кіпр               | 92     | 10        |             |         | 10      | 4        |      | 4     | 8      | 5        | 4              | 8     | 3       | 12       | 2       | 10       | 4      | 3      |            | 5         |
| 9  | Норвегія           | 38     | 1         |             | 7       | 2       | 3        |      | 2     |        |          | 6              |       |         | 3        |         |          | 8      | 6      | 4          |           |
| 10 | Хорватія           | 57     |           | 5           | 1       | 1       | 10       | 5    | 1     | 3      |          |                | 3     | 1       | 7        | 8       |          |        | 2      |            | 2         |
| 11 | Бельгія            | 70     |           | 2           |         | 7       |          | 4    | 10    |        |          |                | 6     |         | 5        | 10      | 4        | 2      | 10     | 10         |           |
| 12 | Ізраїль            | 99     | 8         | 1           | 4       |         |          | 1    | 7     |        | 8        | 12             | 10    |         | 2        | 6       | 7        | 10     | 12     | 8          | 3         |
| 13 | Румунія            | 58     |           | 7           | 5       |         |          | 10   | 5     | 12     | 2        |                |       |         |          | 7       | 3        |        |        | 1          | 6         |
| 14 | Азербайджан        | 47     | 5         |             |         |         | 7        |      |       | 6      | 6        | 8              | 4     |         | 8        |         |          | 3      |        | 2          |           |
| 15 | Україна            | 103    | 4         | 8           | 10      | 4       | 6        |      | 12    | 7      | 7        | 5              | 5     | 10      | 1        |         | 5        | 5      |        | 6          | 8         |
| 16 | Мальта             | 174    | 12        | 10          | 8       | 8       | 12       | 12   | 6     |        | 12       | 10             | 12    | 12      | 6        | 5       | 12       | 12     | 8      | 7          | 10        |

| №  | Країна             | Всього | Австралія | Азербайджан | Бельгія | Ізраїль | Ірландія | Кіпр | Литва | Мальта | Норвегія | Півн.Македонія | Росія | Румунія | Словенія | Україна | Хорватія | Швеція | Італія | Нідерланди | Німеччина |
| -- | ------------------ | ------ | --------- | ----------- | ------- | ------- | -------- | ---- | ----- | ------ | -------- | -------------- | ----- | ------- | -------- | ------- | -------- | ------ | ------ | ---------- | --------- |
| 1  | Литва              | 137    | 8         | 3           | 8       | 5       | 12       | 12   |       | 7      | 12       | 4              | 7     | 6       |          | 12      | 3        | 10     | 8      | 8          | 12        |
| 2  | Словенія           | 8      |           |             |         |         |          |      |       |        |          | 3              |       |         |          |         | 5        |        |        |            |           |
| 3  | Росія              | 108    | 7         | 8           | 2       | 12      | 1        | 7    | 8     | 2      | 4        | 8              |       | 5       | 7        | 6       | 10       | 3      | 7      | 5          | 6         |
| 4  | Швеція             | 51     |           | 1           | 7       | 2       | 4        | 3    | 5     | 10     | 10       |                | 2     |         | 2        | 3       |          |        |        | 2          |           |
| 5  | Австралія          | 2      |           |             |         |         |          |      |       |        |          |                | 1     |         |          | 1       |          |        |        |            |           |
| 6  | Північна Македонія | 11     |           |             |         |         |          |      |       |        |          |                |       | 2       | 8        |         | 1        |        |        |            |           |
| 7  | Ірландія           | 4      | 2         |             |         |         |          |      | 1     | 1      |          |                |       |         |          |         |          |        |        |            |           |
| 8  | Кіпр               | 78     | 6         | 4           | 3       | 6       | 6        |      | 4     | 12     | 3        | 6              | 5     | 4       | 1        | 4       | 6        | 4      | 2      | 1          | 1         |
| 9  | Норвегія           | 77     | 3         | 10          | 6       | 4       | 2        | 1    | 6     | 6      |          |                | 6     | 3       | 6        | 2       | 2        | 12     | 1      | 3          | 4         |
| 10 | Хорватія           | 53     | 5         | 2           |         | 3       | 7        | 2    |       |        | 1        | 12             |       |         | 12       |         |          | 2      |        |            | 7         |
| 11 | Бельгія            | 47     |           |             |         | 1       |          |      | 10    |        | 2        | 2              | 3     | 1       | 4        | 5       |          | 5      | 4      | 7          | 3         |
| 12 | Ізраїль            | 93     | 4         | 12          | 4       |         | 5        | 10   | 2     | 5      | 5        | 1              | 4     | 10      |          | 7       | 4        | 6      | 3      | 6          | 5         |
| 13 | Румунія            | 27     |           | 5           | 1       |         | 3        | 5    |       | 3      |          |                |       |         |          |         |          |        | 10     |            |           |
| 14 | Азербайджан        | 91     | 1         |             | 5       | 7       |          | 4    | 3     | 8      | 6        | 7              | 10    | 7       | 3        | 10      | 8        | 1      | 5      | 4          | 2         |
| 15 | Україна            | 164    | 12        | 7           | 10      | 8       | 8        | 6    | 12    | 4      | 7        | 5              | 12    | 12      | 10       |         | 12       | 7      | 12     | 10         | 10        |
| 16 | Мальта             | 151    | 10        | 6           | 12      | 10      | 10       | 8    | 7     |        | 8        | 10             | 8     | 8       | 5        | 8       | 7        | 8      | 6      | 12         | 8         |

## Другий півфінал
Другий півфінал відбувся 20 травня 2021. У ньому виступили 17 країн. Ці країни, включно з Францією, Іспанією та Великою Британією, голосували у півфіналі.
| №  | Країна     | Виконавець          | Пісня                       | Мова       | Місце | Бали |
| -- | ---------- | ------------------- | --------------------------- | ---------- | ----- | ---- |
| 1  | Сан-Марино | Сеніт               | «Adrenalina»                | англійська | 9     | 118  |
| 2  | Естонія    | Уку Сувісте         | «The lucky one»             | англійська | 13    | 58   |
| 3  | Чехія      | Бенні Крісто        | «Omaga»                     | англійська | 15    | 23   |
| 4  | Греція     | Стефанія            | «Last dance»                | англійська | 6     | 184  |
| 5  | Австрія    | Вінсент Буено       | «Amen»                      | англійська | 12    | 66   |
| 6  | Польща     | Rafał               | «The Ride»                  | англійська | 14    | 35   |
| 7  | Молдова    | Наталія Гордієнко   | «Sugar»                     | англійська | 7     | 179  |
| 8  | Ісландія   | Daði og Gagnamagnið | «10 years»                  | англійська | 2     | 288  |
| 9  | Сербія     | «Hurricane»         | «Loco loco»                 | сербська   | 8     | 124  |
| 10 | Грузія     | Торніке Кіпіані     | «You»                       | англійська | 16    | 16   |
| 11 | Албанія    | Анжела Перістері    | «Karma»                     | албанська  | 10    | 112  |
| 12 | Португалія | «The black mamba»   | «Love is on my side»        | англійська | 4     | 239  |
| 13 | Болгарія   | Вікторія            | «Growing up is getting old» | англійська | 3     | 250  |
| 14 | Фінляндія  | «Blind Channel»     | «Dark side»                 | англійська | 5     | 234  |
| 15 | Латвія     | Саманта Тіна        | «The moon is rising»        | англійська | 17    | 14   |
| 16 | Швейцарія  | Gjon's Tears        | «Tout l'univers»            | французька | 1     | 291  |
| 17 | Данія      | «Fyr & Flamme»      | «Øve os på hinanden»        | данська    | 11    | 89   |

| Місце | Глядачі    | Глядачі | Журі       | Журі |
| Місце | Країна     | Бали    | Країна     | Бали |
| ----- | ---------- | ------- | ---------- | ---- |
| 1     | Фінляндія  | 150     | Швейцарія  | 156  |
| 2     | Ісландія   | 148     | Болгарія   | 149  |
| 3     | Швейцарія  | 135     | Ісландія   | 140  |
| 4     | Молдова    | 123     | Португалія | 128  |
| 5     | Португалія | 111     | Греція     | 104  |
| 6     | Болгарія   | 101     | Фінляндія  | 84   |
| 7     | Греція     | 80      | Сан-Марино | 76   |
| 8     | Данія      | 80      | Албанія    | 74   |
| 9     | Сербія     | 68      | Молдова    | 56   |
| 10    | Сан-Марино | 42      | Сербія     | 56   |
| 11    | Албанія    | 38      | Австрія    | 53   |
| 12    | Естонія    | 29      | Естонія    | 29   |
| 13    | Польща     | 17      | Чехія      | 23   |
| 14    | Грузія     | 15      | Польща     | 18   |
| 15    | Австрія    | 13      | Данія      | 9    |
| 16    | Латвія     | 10      | Латвія     | 4    |
| 17    | Чехія      | 0       | Грузія     | 1    |

| №  | Країна     | Всього | Австрія | Албанія | Болгарія | Греція | Грузія | Данія | Естонія | Ісландія | Латвія | Молдова | Польща | Португалія | Сан-Марино | Сербія | Фінляндія | Чехія | Швейцарія | Велика Британія | Іспанія | Франція |
| 1  | Сан-Марино | 76     | 1       | 8       | 2        | 10     | 1      | 5     | 1       | 3        | 2      | 10      | 10     |            |            | 2      | 2         | 2     | 2         | 4               | 3       | 8       |
| 2  | Естонія    | 29     |         |         | 7        | 1      | 3      |       |         |          | 3      | 3       | 4      | 1          |            | 1      |           |       | 3         | 2               | 1       |         |
| 3  | Чехія      | 23     |         |         | 5        | 4      | 6      |       |         |          |        | 1       |        | 5          |            |        |           |       |           |                 |         | 2       |
| 4  | Греція     | 104    |         | 10      | 10       |        |        | 2     | 3       | 7        |        | 8       | 12     | 3          | 10         | 8      | 6         | 5     | 1         |                 | 7       | 12      |
| 5  | Австрія    | 53     |         | 7       | 6        |        | 5      | 3     | 4       | 4        | 1      |         |        | 2          |            | 3      | 5         |       | 7         |                 | 6       |         |
| 6  | Польща     | 18     |         |         | 3        | 2      |        | 1     |         |          |        |         |        |            | 12         |        |           |       |           |                 |         |         |
| 7  | Молдова    | 56     | 1       | 3       | 12       | 12     |        |       |         |          | 4      |         | 7      |            | 8          | 4      |           |       |           | 3               |         | 1       |
| 8  | Ісландія   | 140    | 10      | 4       |          | 7      | 7      | 8     | 8       |          | 12     | 6       | 3      | 10         | 1          | 12     | 8         | 10    | 8         | 12              | 8       | 6       |
| 9  | Сербія     | 56     | 6       | 5       |          | 3      | 2      |       | 5       | 2        |        |         |        | 4          | 4          |        | 3         | 4     | 4         | 5               | 4       | 5       |
| 10 | Грузія     | 1      |         |         | 1        |        |        |       |         |          |        |         |        |            |            |        |           |       |           |                 |         |         |
| 11 | Албанія    | 74     | 3       |         | 4        | 6      |        | 10    | 2       | 5        | 5      | 5       | 6      | 8          | 7          |        | 4         | 1     | 5         | 1               | 2       |         |
| 12 | Португалія | 128    | 7       | 1       | 8        | 5      | 10     | 4     | 6       | 8        | 8      | 2       | 1      |            | 2          | 7      | 7         | 12    | 10        | 10              | 10      | 10      |
| 13 | Болгарія   | 149    | 8       | 2       |          | 8      | 8      | 6     | 10      | 10       | 6      | 12      | 5      | 12         | 5          | 10     | 12        | 7     | 12        | 7               | 5       | 4       |
| 14 | Фінляндія  | 84     | 5       | 6       |          |        | 4      | 7     | 7       | 6        | 7      |         | 2      | 6          | 3          | 6      |           | 6     | 6         | 6               |         | 7       |
| 15 | Латвія     | 4      |         |         |          |        |        |       |         |          |        | 4       |        |            |            |        |           |       |           |                 |         |         |
| 16 | Швейцарія  | 156    | 12      | 12      |          |        | 12     | 12    | 12      | 12       | 10     | 7       | 8      | 7          | 6          | 5      | 10        | 8     |           | 8               | 12      | 3       |

| №  | Країна     | Всього | Австрія | Албанія | Болгарія | Греція | Грузія | Данія | Естонія | Ісландія | Латвія | Молдова | Польща | Португалія | Сан-Марино | Сербія | Фінляндія | Чехія | Швейцарія | Велика Британія | Іспанія | Франція |
| 1  | Сан-Марино | 42     |         | 7       |          | 2      | 12     | 2     | 4       | 3        |        |         | 2      |            |            | 3      | 1         |       |           | 2               | 4       |         |
| 2  | Естонія    | 29     |         |         | 1        |        |        | 6     |         |          | 10     | 3       |        |            |            |        | 7         | 1     | 1         |                 |         |         |
| 3  | Чехія      | 0      |         |         |          |        |        |       |         |          |        |         |        |            |            |        |           |       |           |                 |         |         |
| 4  | Греція     | 80     |         | 10      | 8        |        | 10     | 3     |         | 5        | 1      | 12      |        | 10         | 5          | 8      | 2         | 2     | 2         | 1               | 1       |         |
| 5  | Австрія    | 13     |         | 3       |          |        |        | 4     |         | 2        |        |         |        |            |            |        |           |       | 4         |                 |         |         |
| 6  | Польща     | 17     | 1       |         |          |        |        |       |         | 1        |        | 7       |        |            |            |        |           |       |           | 7               |         | 1       |
| 7  | Молдова    | 123    | 6       |         |          | 12     |        |       | 12      | 6        | 12     |         | 7      | 12         | 12         | 12     | 5         | 12    |           |                 | 3       | 12      |
| 8  | Ісландія   | 148    | 10      | 1       | 6        | 5      | 7      | 12    | 7       |          | 7      | 6       | 10     | 7          | 8          | 7      | 12        | 10    | 7         | 12              | 8       | 6       |
| 9  | Сербія     | 68     | 12      | 4       | 10       | 4      | 1      |       |         |          |        | 1       | 1      | 2          | 7          |        |           | 5     | 12        |                 | 2       | 7       |
| 10 | Грузія     | 15     |         |         | 2        |        |        | 1     | 3       |          | 3      |         | 3      | 3          |            |        |           |       |           |                 |         |         |
| 11 | Албанія    | 38     | 2       |         | 4        | 10     | 2      |       |         |          |        | 2       |        | 1          | 2          | 1      | 3         |       | 8         |                 |         | 3       |
| 12 | Португалія | 111    | 7       | 6       | 5        | 3      |        | 8     | 5       | 8        | 5      | 4       | 5      |            | 3          | 4      | 6         | 4     | 10        | 6               | 12      | 10      |
| 13 | Болгарія   | 101    | 4       | 8       |          | 6      | 8      | 5     | 2       | 4        | 2      | 5       | 4      | 5          | 4          | 6      | 4         | 6     | 3         | 10              | 10      | 5       |
| 14 | Фінляндія  | 150    | 5       | 5       | 12       | 8      | 6      | 10    | 10      | 10       | 8      | 8       | 12     | 6          | 10         | 10     |           | 8     | 6         | 8               | 6       | 2       |
| 15 | Латвія     | 10     |         |         |          |        |        |       | 1       |          |        |         |        |            |            |        |           |       |           | 4               |         |         |
| 16 | Швейцарія  | 135    | 8       | 12      | 7        | 7      | 3      | 7     | 6       | 7        | 6      | 10      | 8      | 8          | 6          | 5      | 10        | 7     |           | 3               | 7       | 8       |
| 17 | Данія      | 80     | 3       | 2       | 3        | 1      | 4      |       | 8       | 12       | 4      |         | 6      | 4          | 1          | 2      | 8         | 3     | 5         | 5               | 5       | 4       |

## Фінал
Фінал конкурсу відбувся 22 травня 2021. У ньому виступили 26 країн, включно з країною-господаркою, Нідерландами, країнами «великої п'ятірки» та десятьма країнами, що кваліфікуються з кожного з двох півфіналів. Кожна з 39 країн-учасниць голосувала у фіналі.
| №  | Країна          | Виконавець          | Пісня                       | Мова                     | Місце | Бали | Бали глядачів | Бали журі |
| -- | --------------- | ------------------- | --------------------------- | ------------------------ | ----- | ---- | ------------- | --------- |
| 1  | Кіпр            | Елена Цагріну       | «El diablo»                 | англійська               | 16    | 94   | 44            | 50        |
| 2  | Албанія         | Анжела Перістері    | «Karma»                     | албанська                | 21    | 57   | 35            | 22        |
| 3  | Ізраїль         | Еден Алене          | «Set me free»               | англійська               | 17    | 93   | 20            | 73        |
| 4  | Бельгія         | «Hooverphonic»      | «The wrong place»           | англійська               | 19    | 74   | 3             | 71        |
| 5  | Росія           | Маніжа              | «Russian Woman»             | російська, англійська    | 9     | 204  | 100           | 104       |
| 6  | Мальта          | Дестіні             | «Je me casse»               | англійська               | 7     | 255  | 47            | 208       |
| 7  | Португалія      | «The black mamba»   | «Love is on my side»        | англійська               | 12    | 153  | 27            | 126       |
| 8  | Сербія          | «Hurricane»         | «Loco loco»                 | сербська                 | 15    | 102  | 82            | 20        |
| 9  | Велика Британія | Джеймс Ньюман       | «Embers»                    | англійська               | 26    | 0    | 0             | 0         |
| 10 | Греція          | Стефанія            | «Last dance»                | англійська               | 10    | 170  | 79            | 91        |
| 11 | Швейцарія       | Gjon's Tears        | «Tout l'univers»            | французька               | 3     | 432  | 165           | 267       |
| 12 | Ісландія        | Daði og Gagnamagnið | «10 years»                  | англійська               | 4     | 378  | 180           | 198       |
| 13 | Іспанія         | Блас Канто          | «Voy a quedarme»            | іспанська                | 24    | 6    | 0             | 6         |
| 14 | Молдова         | Наталія Гордієнко   | «Sugar»                     | англійська               | 13    | 115  | 62            | 53        |
| 15 | Німеччина       | Єндрік              | «I don't feel hate»         | англійська               | 25    | 3    | 0             | 3         |
| 16 | Фінляндія       | «Blind Channel»     | «Dark side»                 | англійська               | 6     | 301  | 218           | 83        |
| 17 | Болгарія        | Вікторія            | «Growing up is getting old» | англійська               | 11    | 170  | 30            | 140       |
| 18 | Литва           | «The Roop»          | «Discoteque»                | англійська               | 8     | 220  | 165           | 55        |
| 19 | Україна         | «Go_A»              | «Шум»                       | українська               | 5     | 364  | 267           | 97        |
| 20 | Франція         | Барбара Праві       | «Voilà»                     | французька               | 2     | 499  | 251           | 248       |
| 21 | Азербайджан     | Ефенді              | «Mata Hari»                 | англійська               | 20    | 65   | 33            | 32        |
| 22 | Норвегія        | Tix                 | «Fallen angel»              | англійська               | 18    | 75   | 60            | 15        |
| 23 | Нідерланди      | Жангю Макрой        | «Birth of a new age»        | англійська, сранан-тонго | 23    | 11   | 0             | 11        |
| 24 | Італія          | «Måneskin»          | «Zitti e buoni»             | італійська               | 1     | 524  | 318           | 206       |
| 25 | Швеція          | Туссе               | «Voices»                    | англійська               | 14    | 109  | 63            | 46        |
| 26 | Сан-Марино      | Сеніт               | «Adrenalina»                | англійська               | 22    | 50   | 13            | 37        |

| Країна          | Місце | Всього | Австралія | Австрія | Азербайджан | Аалбанія | Бельгія | Болгарія | Велика Британія | Греція | Грузія | Данія | Естонія | Ізраїль | Ірландія | Ісландія | Іспанія | Італія | Кіпр | Латвія | Литва | Мальта | Молдова | Нідерланди | Німеччина | Норвегія | Північна Македонія | Польща | Португалія | Росія | Румунія | Сан-Марино | Сербія | Словенія | Україна | Фінляндія | Франція | Хорватія | Чехія | Швеція | Швейцарія |
| --------------- | ----- | ------ | --------- | ------- | ----------- | -------- | ------- | -------- | --------------- | ------ | ------ | ----- | ------- | ------- | -------- | -------- | ------- | ------ | ---- | ------ | ----- | ------ | ------- | ---------- | --------- | -------- | ------------------ | ------ | ---------- | ----- | ------- | ---------- | ------ | -------- | ------- | --------- | ------- | -------- | ----- | ------ | --------- |
| Кіпр            | 16    | 50     | 4         |         |             | 7        |         |          |                 | 12     |        |       |         | 3       |          |          | 6       |        |      |        |       | 4      | 1       |            | 7         |          | 2                  |        |            | 2     | 6       |            |        |          |         |           | 2       |          |       |        |           |
| Албанія         | 20    | 22     |           |         |             |          |         |          |                 |        |        | 7     |         |         |          |          |         |        |      |        |       | 12     |         | 1          |           |          |                    |        |            |       |         | 2          |        |          |         |           |         |          |       |        |           |
| Ізраїль         | 12    | 73     |           |         |             |          |         | 3        | 6               |        |        | 1     |         |         |          |          | 3       | 4      |      |        | 1     |        |         | 4          |           | 8        | 8                  | 6      |            | 5     | 8       |            | 2      | 1        | 7       |           | 5       | 5        |       | 4      |           |
| Бельгія         | 13    | 71     |           |         | 3           |          |         |          | 1               | 3      |        |       |         | 6       | 3        |          |         | 5      | 4    |        | 7     |        |         | 6          |           |          |                    | 3      | 5          | 3     |         |            |        | 6        | 6       |           | 6       |          | 3     | 1      |           |
| Росія           | 8     | 104    | 1         |         | 12          |          | 7       |          |                 | 2      |        |       |         | 7       |          | 2        |         |        | 6    | 1      |       |        | 10      | 8          | 2         |          | 1                  | 1      | 10         |       |         |            |        | 8        |         | 4         | 10      | 4        | 2     | 3      | 3         |
| Мальта          | 3     | 208    | 6         | 4       | 7           | 8        | 5       | 5        |                 | 6      | 1      | 4     | 1       | 5       | 10       | 1        | 8       | 7      | 10   | 2      | 3     |        | 7       | 7          | 8         | 12       | 5                  | 4      | 4          | 4     | 12      | 7          |        | 5        | 5       | 1         |         | 3        | 7     | 12     | 6         |
| Португалія      | 7     | 126    |           | 7       | 2           |          | 1       | 6        | 7               |        | 8      |       | 5       |         |          | 10       | 5       | 6      | 1    |        | 6     | 7      | 2       |            |           |          |                    | 8      |            |       | 10      |            | 5      |          | 2       |           | 8       | 1        | 12    |        | 7         |
| Сербія          | 21    | 20     |           |         |             | 1        |         |          |                 |        |        |       |         |         |          |          |         |        |      |        |       |        |         |            |           |          | 12                 |        |            |       |         |            |        |          |         |           |         | 7        |       |        |           |
| Велика Британія | 26    | 0      |           |         |             |          |         |          |                 |        |        |       |         |         |          |          |         |        |      |        |       |        |         |            |           |          |                    |        |            |       |         |            |        |          |         |           |         |          |       |        |           |
| Греція          | 10    | 91     |           |         | 10          | 6        |         | 8        |                 |        |        |       |         |         |          | 4        | 1       |        | 12   |        |       | 6      | 8       |            |           | 1        |                    |        |            | 7     | 5       | 8          | 3      | 3        |         | 2         | 12      |          |       |        |           |
| Швейцарія       | 1     | 267    | 10        | 10      |             | 12       | 12      |          | 8               |        | 10     | 12    | 12      | 12      | 5        | 12       | 10      |        | 2    | 12     | 8     | 10     | 3       | 5          | 10        | 7        | 6                  | 7      | 7          | 1     | 7       | 4          | 1      | 7        | 8       | 12        | 7       | 8        | 5     | 5      |           |
| Ісландія        | 5     | 198    | 2         | 12      |             |          | 3       |          | 10              |        | 6      | 10    | 8       |         | 8        |          | 7       | 8      |      | 10     | 4     |        | 5       | 10         | 3         | 2        | 4                  | 10     | 8          |       |         |            | 7      | 10       | 4       | 8         | 3       | 10       | 8     | 7      | 5         |
| Іспанія         | 24    | 6      |           |         |             |          |         |          | 2               |        |        |       |         |         |          |          |         |        |      |        |       |        |         |            |           |          |                    |        |            |       |         |            |        |          |         |           |         |          |       |        |           |
| Молдова         | 15    | 53     |           |         | 8           |          |         | 12       |                 | 10     |        |       |         |         |          |          |         |        |      |        |       |        |         |            |           |          |                    |        |            | 12    |         | 5          |        |          |         |           |         |          |       |        |           |
| Німеччина       | 25    | 3      |           | 2       |             |          |         |          |                 |        |        |       |         |         |          |          |         |        |      |        |       |        |         |            |           |          |                    |        |            |       | 1       |            |        |          |         |           |         |          |       |        |           |
| Фінляндія       | 11    | 83     |           | 1       |             | 3        | 8       | 1        | 4               |        |        | 8     | 7       |         |          | 5        |         | 10     | 3    | 4      |       | 2      |         |            |           |          |                    | 2      |            |       |         | 1          | 10     | 4        |         |           |         |          | 1     |        | 1         |
| Болгарія        | 6     | 140    |           | 5       | 1           |          | 6       |          | 5               | 8      | 4      | 6     | 6       | 1       | 1        | 8        | 4       |        | 5    | 5      | 2     |        | 12      |            |           | 6        |                    |        | 12         | 6     | 2       | 3          | 6      |          |         | 10        |         |          | 4     |        | 10        |
| Литва           | 14    | 55     |           |         |             |          |         |          |                 |        | 3      |       | 2       | 10      | 4        |          | 2       | 12     |      | 6      |       |        |         |            | 1         |          |                    |        |            |       |         | 6          |        |          |         | 3         |         | 2        |       |        | 4         |
| Україна         | 9     | 97     | 5         |         | 6           |          | 10      |          |                 | 1      | 7      |       | 4       | 4       | 6        | 3        |         | 1      |      | 7      | 12    | 5      |         | 3          | 5         | 3        |                    |        | 2          |       |         |            |        |          |         |           |         |          |       | 8      |           |
| Франція         | 2     | 248    | 12        | 8       | 4           | 10       |         | 7        | 12              | 5      |        |       | 10      | 8       | 12       | 6        | 12      | 3      | 7    | 3      | 5     | 3      | 4       | 12         | 12        | 4        | 7                  |        | 6          |       | 4       | 12         | 12     | 2        | 10      | 7         |         | 6        | 10    | 6      | 12        |
| Азербайджан     | 19    | 32     |           |         |             | 2        |         |          |                 |        | 5      |       |         | 2       | 2        |          |         |        |      |        |       |        | 6       | 2          |           |          |                    |        |            | 8     |         |            |        |          | 3       |           |         |          |       |        | 2         |
| Норвегія        | 22    | 15     |           |         |             |          |         |          |                 |        |        | 3     |         |         | 7        |          |         |        |      |        |       |        |         |            |           |          |                    |        |            |       |         |            |        |          | 1       |           |         |          |       | 2      |           |
| Нідерланди      | 23    | 11     | 3         | 3       |             |          |         |          |                 |        | 2      |       |         |         |          |          |         |        |      |        |       |        |         |            |           |          |                    |        |            |       |         |            |        |          |         |           |         |          |       |        |           |
| Італія          | 4     | 206    | 8         | 6       |             | 4        | 2       | 10       |                 | 4      | 12     |       | 3       |         |          | 7        |         |        | 8    | 8      | 10    |        |         |            | 6         | 5        | 10                 | 5      | 3          | 10    | 3       | 10         | 8      | 12       | 12      | 6         |         | 12       | 6     | 10     | 8         |
| Швеція          | 17    | 46     |           |         | 5           |          | 4       |          |                 |        |        | 2     |         |         |          |          |         |        |      |        |       | 8      |         |            | 4         | 10       | 3                  |        |            |       |         |            | 4      |          |         | 5         | 1       |          |       |        |           |
| Сан-Марино      | 18    | 37     |           |         |             | 5        |         |          | 3               | 7      |        | 5     |         |         |          |          |         |        |      |        |       | 1      |         |            |           |          |                    | 12     |            |       |         |            |        |          |         |           | 4       |          |       |        |           |

| Країна          | Місце | Всього | Австралія | Австрія | Азербайджан | Аалбанія | Бельгія | Болгарія | Велика Британія | Греція | Грузія | Данія | Естонія | Ізраїль | Ірландія | Ісландія | Іспанія | Італія | Кіпр | Латвія | Литва | Мальта | Молдова | Нідерланди | Німеччина | Норвегія | Північна Македонія | Польща | Португалія | Росія | Румунія | Сан-Марино | Сербія | Словенія | Україна | Фінляндія | Франція | Хорватія | Чехія | Швеція | Швейцарія |
| --------------- | ----- | ------ | --------- | ------- | ----------- | -------- | ------- | -------- | --------------- | ------ | ------ | ----- | ------- | ------- | -------- | -------- | ------- | ------ | ---- | ------ | ----- | ------ | ------- | ---------- | --------- | -------- | ------------------ | ------ | ---------- | ----- | ------- | ---------- | ------ | -------- | ------- | --------- | ------- | -------- | ----- | ------ | --------- |
| Кіпр            | 15    | 44     |           |         |             | 2        |         |          |                 | 12     |        |       |         |         |          |          |         |        |      |        |       | 2      |         |            |           |          | 6                  |        |            | 12    |         | 8          | 2      |          |         |           |         |          |       |        |           |
| Албанія         | 16    | 35     |           |         |             |          |         |          |                 | 7      |        |       |         |         |          |          |         | 10     |      |        |       |        |         |            |           |          | 10                 |        |            |       |         |            |        |          |         |           |         | 1        |       |        | 7         |
| Ізраїль         | 20    | 20     |           |         | 12          |          |         |          |                 |        |        |       |         |         |          |          |         |        | 2    |        |       |        |         |            |           |          |                    |        |            |       | 1       |            |        |          |         |           | 5       |          |       |        |           |
| Бельгія         | 22    | 3      |           |         |             |          |         |          |                 |        |        |       |         |         |          |          |         |        |      |        |       |        |         |            |           |          |                    |        |            |       |         |            |        |          | 1       |           |         |          |       |        |           |
| Росія           | 8     | 100    |           |         | 6           |          |         | 7        |                 | 1      | 4      |       | 6       | 10      |          |          |         | 7      | 3    | 10     | 4     |        | 12      |            | 5         |          | 1                  | 2      | 1          |       |         | 1          | 6      | 1        | 4       | 1         |         | 3        | 5     |        |           |
| Мальта          | 14    | 47     | 8         | 2       |             |          | 2       |          | 6               | 3      |        | 2     |         | 5       | 4        | 3        | 3       |        | 1    |        |       |        |         | 1          |           | 3        |                    |        |            |       | 2       |            |        |          |         |           |         |          |       | 2      |           |
| Португалія      | 19    | 27     |           |         |             |          |         |          |                 |        |        |       |         |         | 2        | 2        | 1       |        |      |        |       |        |         | 6          |           |          |                    |        |            |       |         |            |        |          |         |           | 8       |          |       |        | 8         |
| Сербія          | 9     | 82     | 2         | 12      |             |          |         | 2        |                 |        |        |       |         |         |          |          |         | 4      |      |        |       | 4      |         |            | 3         |          | 12                 |        |            |       |         |            |        | 12       |         |           | 3       | 12       |       | 1      | 12        |
| Велика Британія | 23    | 0      |           |         |             |          |         |          |                 |        |        |       |         |         |          |          |         |        |      |        |       |        |         |            |           |          |                    |        |            |       |         |            |        |          |         |           |         |          |       |        |           |
| Греція          | 10    | 79     |           |         |             | 8        |         | 2        |                 |        | 12     |       |         |         |          |          |         |        | 12   |        |       |        | 7       | 10         |           |          |                    |        | 2          |       |         | 7          | 3      | 8        |         |           |         |          | 8     |        |           |
| Швейцарія       | 6     | 165    | 5         | 5       | 4           | 12       | 4       | 3        | 1               | 4      |        | 6     | 2       | 6       | 3        | 6        | 7       |        |      | 4      | 6     |        | 4       | 7          | 2         | 7        | 7                  | 7      | 6          | 5     | 5       | 3          | 1      | 5        | 7       | 7         | 6       | 5        | 3     | 5      |           |
| Ісландія        | 5     | 180    | 12        | 10      |             |          | 5       |          | 10              |        | 1      | 12    | 3       | 1       | 10       |          | 5       | 6      |      | 5      | 3     | 5      |         | 8          | 6         | 8        |                    | 8      | 3          | 1     |         |            | 5      | 3        | 6       | 12        | 4       | 4        | 7     | 10     | 5         |
| Іспанія         | 23    | 0      |           |         |             |          |         |          |                 |        |        |       |         |         |          |          |         |        |      |        |       |        |         |            |           |          |                    |        |            |       |         |            |        |          |         |           |         |          |       |        |           |
| Молдова         | 12    | 62     |           |         | 1           | 7        |         |          |                 |        | 2      |       |         |         |          |          |         | 2      |      |        |       |        |         |            |           |          |                    |        | 8          | 3     | 12      | 6          |        |          |         | 2         | 7       |          | 12    |        |           |
| Німеччина       | 23    | 0      |           |         |             |          |         |          |                 |        |        |       |         |         |          |          |         |        |      |        |       |        |         |            |           |          |                    |        |            |       |         |            |        |          |         |           |         |          |       |        |           |
| Фінляндія       | 4     | 218    | 3         | 4       | 5           | 3        | 6       | 8        | 7               | 6      |        | 7     | 12      | 4       | 5        | 12       | 2       | 8      | 4    | 8      | 7     | 7      | 5       | 4          | 8         | 6        | 2                  | 6      | 5          | 8     | 6       | 4          | 7      | 4        | 8       |           | 1       | 6        | 4     | 12     | 4         |
| Болгарія        | 18    | 30     |           |         |             | 5        |         |          | 8               |        |        |       |         |         |          |          | 8       |        | 7    |        |       |        |         |            |           |          |                    |        |            |       |         | 2          |        |          |         |           |         |          |       |        |           |
| Литва           | 6     | 165    | 6         | 3       |             |          | 7       |          | 12              |        | 10     | 4     | 10      | 3       | 12       | 4        | 4       | 5      | 5    | 12     |       | 6      | 2       | 3          | 12        | 12       |                    | 4      |            | 2     | 3       |            |        |          | 10      | 5         |         |          | 1     | 7      | 1         |
| Україна         | 2     | 267    | 10        | 7       | 8           | 4        | 10      | 6        | 4               | 5      | 6      | 1     | 5       | 12      | 8        | 8        | 6       | 12     | 6    | 6      | 12    | 1      | 10      | 5          | 4         | 5        | 4                  | 12     | 10         | 7     | 7       | 5          | 8      | 7        |         | 10        | 12      | 8        | 10    | 4      | 2         |
| Франція         | 3     | 251    | 4         | 6       | 2           | 6        | 12      | 10       | 5               | 8      | 5      | 3     | 7       | 8       | 7        | 7        | 12      | 1      | 8    | 3      | 8     | 3      | 6       | 12         | 10        | 4        | 5                  | 5      | 12         | 6     | 8       | 10         | 10     | 6        | 5       | 6         |         | 7        | 2     | 6      | 6         |
| Азербайджан     | 17    | 33     |           |         |             |          |         | 4        |                 | 2      | 3      |       |         | 2       |          |          |         |        |      |        |       |        | 1       |            |           | 1        | 3                  |        |            | 4     | 4       |            | 4      |          | 3       |           |         | 2        |       |        |           |
| Норвегія        | 13    | 60     | 1         | 1       | 7           |          | 1       |          | 2               |        |        | 8     | 4       |         |          | 1        |         |        |      | 2      | 5     | 10     |         |            | 1         |          |                    | 3      |            |       |         |            |        | 2        |         | 4         |         |          |       | 8      |           |
| Нідерланди      | 23    | 0      |           |         |             |          |         |          |                 |        |        |       |         |         |          |          |         |        |      |        |       |        |         |            |           |          |                    |        |            |       |         |            |        |          |         |           |         |          |       |        |           |
| Італія          | 1     | 318    | 7         | 8       | 10          | 10       | 8       | 12       | 3               | 10     | 8      | 5     | 8       | 7       | 6        | 5        | 10      |        | 10   | 7      | 10    | 12     | 8       | 2          | 7         | 7        | 8                  | 10     | 7          | 10    | 10      | 12         | 12     | 10       | 12      | 8         | 10      | 10       | 6     | 3      | 10        |
| Швеція          | 11    | 63     |           |         |             | 1        | 3       | 1        |                 |        |        | 10    | 1       |         | 1        | 10       |         |        |      | 1      | 1     | 8      | 3       |            |           | 8        |                    | 1      | 4          |       |         |            |        |          | 2       | 3         | 2       |          |       |        | 3         |
| Сан-Марино      | 21    | 13     |           |         | 2           |          |         |          |                 |        | 7      |       |         |         |          |          |         | 3      |      |        |       |        |         |            |           |          |                    |        |            |       |         |            |        |          |         |           |         |          |       |        |           |

## Інші країни

### Активні члени ЄМС
- Андорра — у листопаді 2019 року панівна політична партія Андорри заявила, що країна, врешті-решт, повернеться до конкурсу. Пізніше, у травні 2020 року, представниця Андорри на конкурсі Євробачення 2009 року заявила, що країна забезпечена належним фінансуванням для повернення на конкурс. 1 серпня 2020 року, Георгі пояснила в подкасті Wiwibloggs, що на зустрічі з прем'єр-міністром Андорри Хав'єром Еспотом Саморою вони усно погодились повернутися в 2022 році. Повернення у 2020 році не відбулося через пандемію COVID-19.[33][34]
- Білорусь — спочатку країна була офіційно затверджена у списку країн-учасниць конкурсу Євробачення 2021 та мала виступити у першому півфіналі. Проте 26 березня 2021 року Білорусь була дискваліфікована ЄМС після того, як у початковій конкурсній пісні «Я научу тебя (Я навчу тебе)» та другій, яку представили ЄМС (та яка не була представлена на загал), виявили політичний підтекст.[35] В червні 2022 року керівник Білоруської державної телерадіокомпанії Ігор Ейсмонт визнав, що ця пісня була присвячена Європейському Союзу. [36] Через 6 днів після фіналу конкурсу 2021 року, ЄМС призупинила членство БТРК.[37]
- Боснія і Герцеговина — у жовтні 2020 року боснійська телерадіокомпанія Радіо та телебачення Боснії і Герцеговини (BHRT) підтвердила, що країна не повернеться в 2021 році у зв'язку із фінансовими проблемами.[38]
- Вірменія — спочатку країна була офіційно затверджена як країна-учасниця конкурсу 2021 року й мала виступити у другому півфіналі. Але 5 березня 2021 року була зроблена заява про те, що країна не братиме участь у Євробачення 2021 через політично-соціальну кризу, що виникла після військової активізації Карабаського конфлікту.[39]
- Люксембург — у липні 2020 року телевізійна компанія RTL повідомила, що Люксембург не братиме участі у конкурсі 2021 року через відсутність зацікавленості у розважальних та музичних шоу та можливі фінансові складності, пов'язані з участю у Євробаченні.[40]
- Марокко — у лютому 2020 року директор із питань комунікацій «SNRT» Карім Сбаї спростував чутки про переговори з ЄМС щодо участі країни в конкурсі.[41]
- Монако — у вересні 2020 року монегаська телерадіокомпанія TMC підтвердила, що країна не повернеться до участі в конкурсі 2021 року.[42]
- Словаччина — у серпні 2020 року мовником RTVS була зроблена заява про те, що Словаччина не братиме участі у конкурсі.[43]
- Туреччина — у травні 2020 заступник міністра закордонних справ Туреччини та директор з питань ЄС Фарук Каймакчі, заявив, що сподівається на повернення на Євробачення. Проте у 2021 році цього так і не відбулося.[44]
- Чорногорія — у жовтні мовник RTCG повідомив, що Чорногорія не повернеться до участі у конкурсі в 2021 році.[45]

### Асоційовані члени ЄМС
Казахстан — у серпні 2020 року ЄМС заявила, що наміри запрошувати Казахстан до участі в 2021 році відсутні.

### Не є членами ЄМС
Косово — у серпні 2020 року ЄМС заявила, що наміри запрошувати Косово, як і Казахстан, до участі в 2021 році відсутні.
 Ліхтенштейн — у липні 2021 року стало відомо, що дебют країни на Євробаченні 2021 не відбудеться. Після несподаваної смерті директора Петера Кьольбеля 1FLTV припинив спроби стати членом ЄМС. Окрім того, телеканалу знадобиться підтримка уряду країни для покриття фінансових витрат у разі можливого дебюту та участі Ліхтенштейну у Євробаченні.

## Речники, перегляди, члени журі

### Речники
Речники кожної країни оголошують 12 балів від професійного журі. Цього року речниками були (країни розташовані в порядку оголошення балів):
| Ізраїль — Люсі Аюб (ведуча Пісенного конкурсу Євробачення 2019)               | Болгарія — Йоанна Драгнева (представниця Болгарії на Євробаченні 2008)               |
| Польща — Іда Новаковска (ведуча Дитячого пісенного конкурсу Євробачення 2020) | Кіпр — Лукас Хамацос                                                                 |
| Сан-Марино — Моніка Фаббрі                                                    | Бельгія — Даніра Бухріс Теркессідіс                                                  |
| Албанія — Андрі Шаху                                                          | Німеччина — Барбара Шенебергер                                                       |
| Мальта — Стефані Спітері                                                      | Австралія — Джоель Крезі                                                             |
| Естонія — Сіссі                                                               | Фінляндія — Катрі Норрлін                                                            |
| Північна Македонія — Ване Маркоскі                                            | Португалія — Еліза (повинна була представляти Португалію на Євробаченні 2020)        |
| Азербайджан — Ell & Nikki (переможці Пісенного конкурсу Євробачення 2011)     | Україна — Tayanna                                                                    |
| Норвегія — Сільє Скемстад Крус                                                | Ісландія — Ханнес Олі Агусун (Ja Ja Ding Dong!)                                      |
| Іспанія — Ньєвс Альварес                                                      | Румунія — Кетеліна Понор                                                             |
| Австрія — Філіпп Ганза                                                        | Хорватія — Іван Доріан Молнар                                                        |
| Велика Британія — Аманда Холден                                               | Чехія — Татьяна Кухаржова                                                            |
| Італія — Кароліна Ді Доменіко                                                 | Грузія — Ото Немсадзе (представник Грузії на Євробаченні 2019)                       |
| Словенія — Лорелла Флего                                                      | Литва — Андрюс Мамонтовас (представник Литви на Євробаченні 2006 у складі LT United) |
| Греція — Маноліс Гкініс                                                       | Данія — Тіна Мюллер                                                                  |
| Латвія — Аміната Савадого (представниця Латвії на Євробаченні 2015)           | Росія — Поліна Гагаріна (представниця Росії на Євробаченні 2015)                     |
| Ірландія — Раян О'Шонессі (представник Ірландії на Євробаченні 2018)          | Франція — Карла Лаззарі (представниця Франції на Дитячому Євробаченні 2019)          |
| Молдова — Сергій Степанов (представник Молдови на Євробаченні 2010 та 2017)   | Швеція — Карола (представниця Швеції на Євробаченні 2006, 1991, 1983)                |
| Сербія — Драгана Кос'єріна                                                    | Швейцарія — Анжеліка Белднер                                                         |
|                                                                               | Нідерланди — Ромі Монтейро                                                           |

### Члени журі
Кожна країна має власну колегію журі, яка складається з п'яти членів, і яка виставляє учасникам з інших країн 1-8, 10 та 12 балів. Склади колегій журі оголошуються за тиждень до початку конкурсу.
| Країна             | Журі                                                                                         |
| ------------------ | -------------------------------------------------------------------------------------------- |
| Австралія          | Еш Лондон, Брук Боні, Джек Відген, Камал, Міллі Міллгейт                                     |
| Австрія            | Дрю Саріч, Норберт Шнайдер, PAENDA, Петер Панські, Вірджинія Ернст                           |
| Азербайджан        | Атарі Джафарова, Фуад Алішов, Севда Алакбарзада, Вагіф Герайзада, Заміг Гусейнов             |
| Албанія            | Орел Теллімі, Кастріот Туша, Кейсі Тола, Розана Раді, Сокол Марсі                            |
| Бельгія            | Кейт Райан, Леді Лінн, Поммелієн Тейс, Стефаан Фернанде, Ів Рут                              |
| Болгарія           | Крістіна Янкова Матеєва, Катя (Riton), Красимир Ніколов Джіумезов, Мілка Колева Мітева, Suti |
| Велика Британія    | Аіша Джавандо, Мішель Гейл, Нікі Чапмен, Росс Готро, Том Аспул                               |
| Греція             | Адам Царухіс, Атена Костянтіну, Фотіс Сергулопулос, Іоанніс Василопулос, Ксенія Галі         |
| Грузія             | Давид Євгенідзе, Олена Каландадзе, Нодіко, Софо Торошелідзе, Заза Орашвілі                   |
| Данія              | Йонас Шродер, Kill J, Ліз Каббл, Пітер Дюрінг, Танн Аманда Балселлс                          |
| Естонія            | Біргіт Саррап, Дейв Бентон, Еліна Борн, Карл-Андер Рейсманн, Стіг Ряста                      |
| Ізраїль            | Авіа Фарчі, Ной Алоош, Охад Гітман, Роні Суперстар, Йоссі Херсонскі                          |
| Ірландія           | Бен Пайн, Фідельма Келлі, Карл Бродерік, Луїза Брутон, Луан Парле                            |
| Ісландія           | Гудрун Гуннарс, Матті Метт, Одний Стурлудоттір, Регіна, Шноррі Гельгасон                     |
| Іспанія            | Антоніо Уесо., Давід, Марія Пелае, Нереа, Саманта                                            |
| Італія             | Емануеле Ломбардіні, Джузі Кашіо, Грегоріо Маттео, Катя Ріккарді, Стефано Мануччі            |
| Кіпр               | ANDREAS, Крістіана Мітелла, Марілена Хараламбіду, Тасос Трифонос, Александрос Тарамунтас     |
| Латвія             | Гуна Зучика, Каспар Земіт, Магнус Ерінс, ПАТРИША, Вальц Пууца                                |
| Литва              | .Darius. .Узкурайтіс, Б'єль, Гедре, Йєварас Ясінськіс, Рафайлас Карпіс                       |
| Мальта             | Анналіз Азцопарді, Іра Лоско, Кевін Абела, Мікела, Зигмунд Міфсуд                            |
| Молдова            | Константін Московічі, Думітру Міту, Йон Катар, Маріна Джундієт, Неллі Чобану                 |
| Нідерланди         | Brainpower, Джованка, Джессіка ван Амеронген, LAKSHMI, Лео Блокхаус                          |
| Німеччина          | Констянтін Цьоллер, Айві Квейну, Янін Уллманн, Маттіас Арфманн, Уве Кантак                   |
| Норвегія           | Александер Волманн, Анна-Ліза Кумоджі, Кейт Гульбрандсен, Рольф Леннарт Стенсо, VILDE        |
| Північна Македонія | Дарко Тасєв, Ерхан Шукрі, Іле Спасєв, Лара Іванова, Роберт Білбілов                          |
| Польща             | Анна Зачек-Бідерман, Клео, Міхай Мічілік, Норбі, Піотр Вінніцкі                              |
| Португалія         | Діно Д'Сантьяго, Дора, Жуан Рейс Морейра, Марта Карвальо, Педро Пенім                        |
| Росія              | Алла Сігалова, Діна Гаріпова, Леонід Гуткін, Леонід Руденко, Юлія Волкова                    |
| Румунія            | DJ Andy, Ілінка, Лівіу Теодореску, Люмініта Ангел, Разван де ла Зу                           |
| Сан-Марино         | Антоніо Чеккетті, Еліза Манзаролі, Фабріціо Раджі, Джиммі JDKA, Марілія Реффі                |
| Сербія             | Екстра Нена, Івана Петерс, Мілан Станкович, Слободан Маркові, Тіяна                          |
| Словенія           | Амая, Боян Свєтічанін, Боштян Грабнар, Нуша Деренда, Раай                                    |
| Україна            | Alloise, ILLARIA, Ігор Кондратюк, Олександр Пономарьов, alyona alyona                        |
| Фінляндія          | Емі Боргар, Джуссі, Мірва, Самулі, Томмі                                                     |
| Франція            | Адріен Кайзер, Гілберт Марселус, Жеральдін Аллуш, Каіна Кімун, Лоік Пару                     |
| Хорватія           | Денис Думанчич, Лука Нізетич, Моніка Лелас Хабанек, Ніка Туркович, Тонька                    |
| Чехія              | Борис Карлофф, Деббі, Еліс Мраз, Міро Жбірка, Тоня Ґрейвс                                    |
| Швеція             | Бьорн Кжельман, Емелі Фьяллстрем, Нанне Гранваль, Омар Рудберг, Тіна Мехрафзон               |
| Швейцарія          | К'яра Дубей, Георг Шлунеггер, Ліза Орібасі, Ріко Фішер, Софі де Кей                          |

## Інциденти

### Дискваліфікація Білорусі
Після того, як пісня «Я научу тебя» (укр. «Я навчу тебе») оголосили заявкою Білорусі для участі в конкурсі, ЄМС вирішила, що вона не відповідає правилам конкурсу через політичні мотиви, що містяться в ній, тому не має права брати участь у «Євробаченні», допоки не змінять її текст.
Після того, як білоруський мовник не виконав вимог навіть у продовжений термін та оскільки їхня друга заявка також порушувала правила, 26 березня 2021 року анонсували, що Білорусь відсторонена від участі в конкурсі.

### Репетиція України
Перед другою генеральною репетицією 12 травня, солістка гурту Go_A Катерина Павленко повідомила про погане самопочуття. Відповідно до протоколів, солістка була вимушена залишитися на карантин у готельному номері. Інші учасники групи отримали негативний результат і змогли репетирувати. Катерину на сцені замінила статистка та нідерландська співачка Еммі ван Штайн. Після отримання негативного тесту, солістка Go_A отримала змогу брати участь у наступних репетиціях та безпосередньо шоу. Еммі ван Штайн, котра замінила Катерину, була запрошена до грін-руму української делегації під час першого півфіналу.

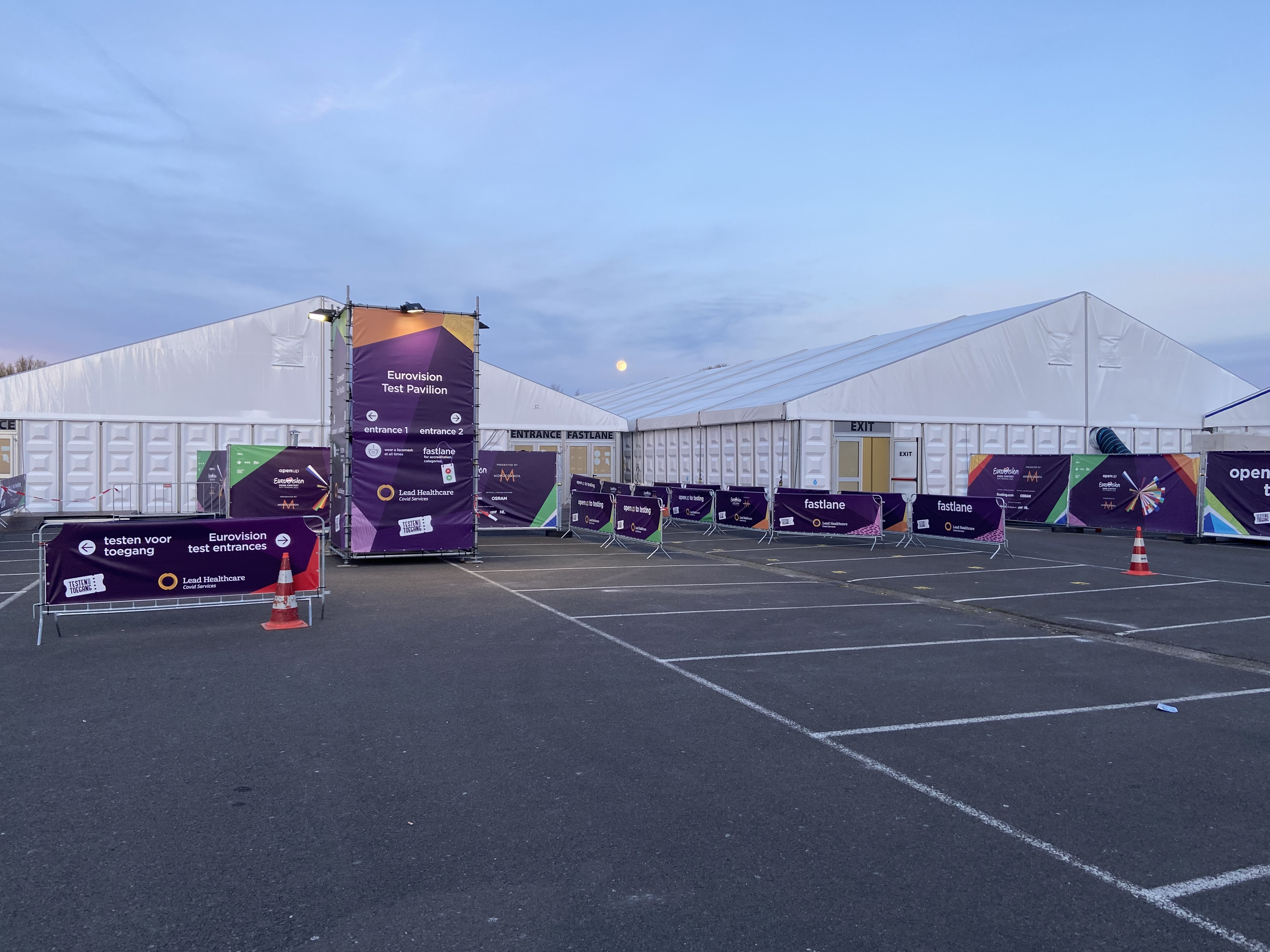
Павільйон для тестування в Роттердамі

### Інфікування COVID-19
Перед початком бірюзової доріжки, у делегації Ісландії та Польщі були отримані позитивні тести на Covid-19. Унаслідок цього делегації цих країн, а також Румунії та Мальти, що знаходилися з ними в одному готелі, не потрапили на бірюзову доріжку.
У результаті один із учасників ісландського гурту Daði og Gagnamagnið отримав позитивний тест на коронавірус, тому у півфіналі та фіналі шоу був використаний запис однієї з репетицій.
20 травня 2021 року, за два дні до фіналу конкурсу, стало відомо, що Дункан Лоренс, який повинен був виконати «Arcade» і «Stars» та оголошувати бали нідерландського журі, також хворий на коронавірус. Тому у фіналу конкурсу були використані записи репетиції Лоренса, а бали журі оголосила Ромі Монтейро.

### Технічні проблеми

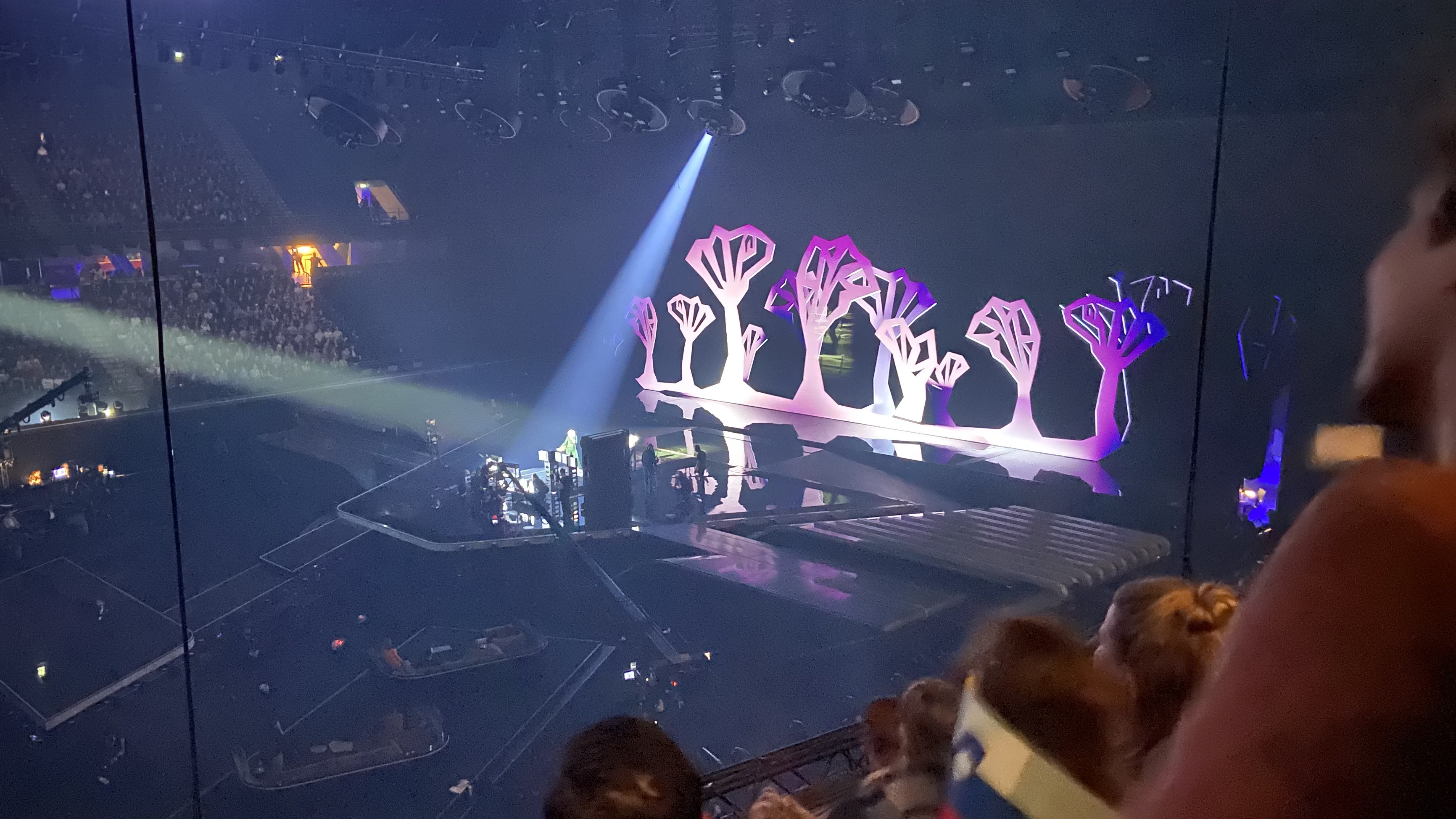
Номер Ірландії на конкурсі Євробачення 2021

Під час шоу для журі першого півфіналу делегації Мальти, Румунії та України повідомили про несправність вушних моніторів. Пізніше ЄМС підтвердила наявність технічних проблем та надала можливість артистам зазначених країн виступити вдруге. Пізніше, під час шоу для журі другого півфіналу, платформа в номері Сан-Марино, що оберталася, не була зупинена вчасно, тому Сеніт довелося зістрибувати з неї. Внаслідок цього виникли проблеми з вчасним показом кадрів. Делегація країни запропонувала співачці відмовитися від платформи, проте ця пропозиція не була підтримана.
Перед виступом Ірландії в першому півфіналі зламалася камера. Часу листівки не вистачило, щоб підготувати номер, тому ведучій Шанталь Янцен довелося імпровізувати в грін-румі, щоб відтягнути час.

### Голосування Нідерландів
24 травня 2021 року ЄМС підтвердили, що у фіналі виникли проблеми з обробкою голосування глядачів Нідерландів. Користувачі скаржилися в соціальних мережах на те, що їхні голоси не були враховані, а повідомлення з підтвердженням зарахування були отримані лише після завершення шоу. Пізніше стало відомо, що ці голоси не були підраховані через проблеми з нідерландським оператором зв'язку T-Mobile. Підраховані під час фіналу бали залишаються дійсними.

### Чеське журі
31 травня стало відомо, що одна з журі Чехії Тоня Ґрейвс є громадянкою Сполучених Штатів, що працює співачкою, акторкою та телеведучою в Празі (за правилами ЄМС членами журі країни можуть бути особи, що мають відповідне громадянство). Проте наступного дня Ахмад Галлун повідомив, що ще у квітні мовник отримав дозвіл на участь Ґрейвс у голосуванні журі, а, отже, бали журі Чехії є дійсними.

### Помилкове звинувачення у вживанні наркотиків

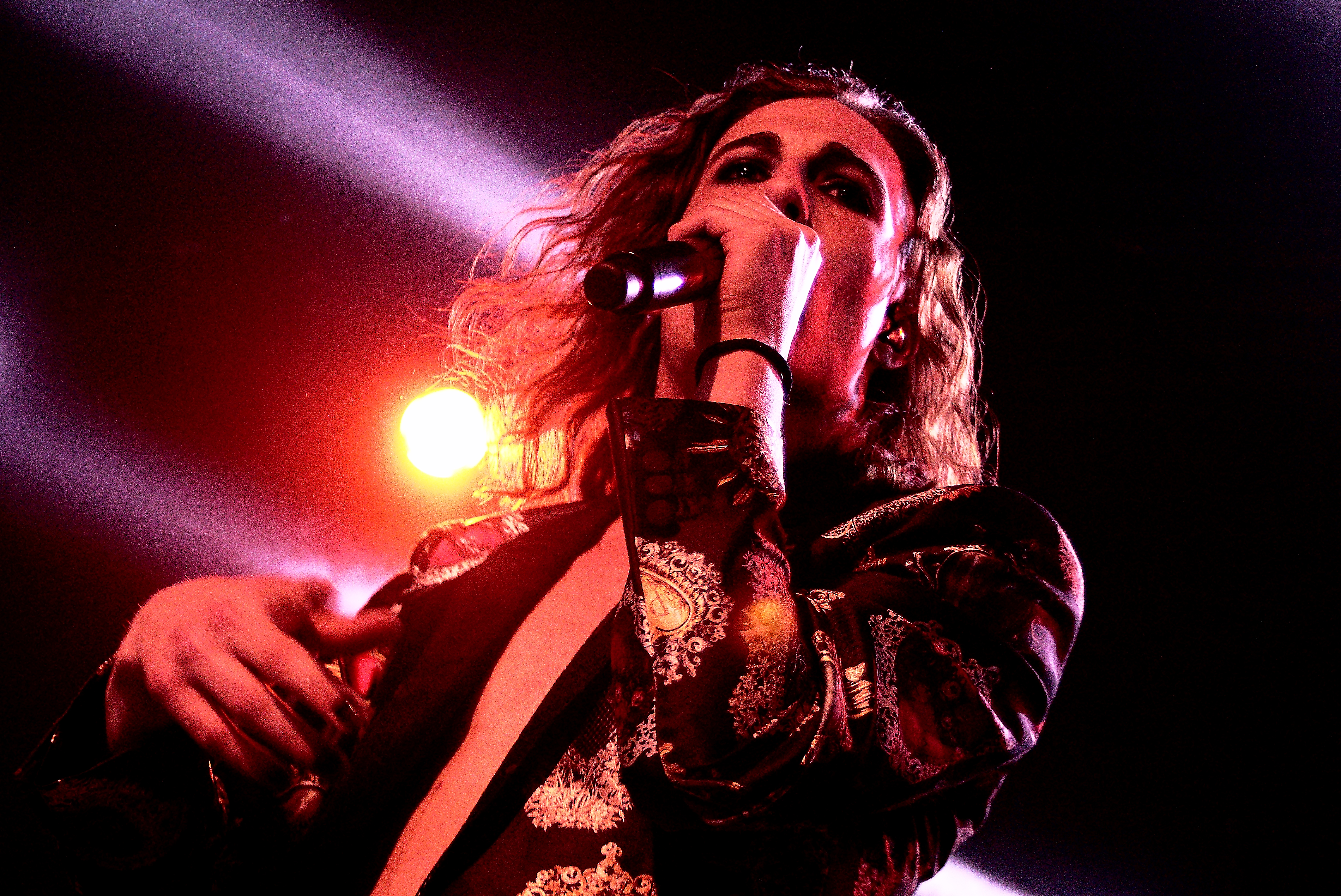
Дам'яно Давід

Під час фіналу деякі онлайн-глядачі в соцмережах заявили, що Дам'яно Давід, соліст італійської групи «Måneskin», нібито вдихнув смужку кокаїну, коли нахилився над столом. На прес-конференції групи після їхньої перемоги, Давід спростував звинувачення, припустивши, що в цей момент піднімав скло, яке залишилося після розбитої склянки, а також зазначив, що не вживає наркотики. Пізніше гурт зазначив на своїй офіційній сторінці в Instagram: «Ми справді ПРОТИ наркотиків і ніколи не вживали кокаїн. Ми готові пройти тестування, бо нам немає, що приховувати».
24 травня 2021 року ЄМС опублікувала заяву, про те, що тест на наркотики виявився негативним. Також перевірка кадрів показала, що під час фіналу в грін-румі не було вживання наркотиків. ЄМС висловили занепокоєння «неточними спекуляціями, що призводять до фейкових новин, які затьмарили дух і результати заходу та несправедливо вплинули на групу».

### Аудит витрат Мальти
Пісня публікації пісні Мальти, в букмекерських ставках країна почала впенено зростати. Проте після виступу країни у фіналі, стало відомо, що співачка отримала від глядачів 47 балів. Витрати на підготовку та просування Мальти для Євробачення оцінються приблизно в 350,000 євро. Рівень витрат на Євробачення спонукав мальтійського міністра провести аудит витрат острівної країни на конкурс. Зокрема, існує занепокоєння тим, що витрати були частково використані з ціллю завищення букмекерських ставок стосовно шансів Дестіні на перемогу.

## Нотатки
1. ↑  Містить повторювані слова іспанською.
2. ↑  Містить одну повторювану фразу на івриті.
3. ↑  Містить наспів азербайджанською.
4. ↑  Містить одну повторювану фразу французькою.
5. ↑  Містить одне повторюване слово італійською.
6. ↑  Містить одне речення чеською.
7. ↑  Містить одну фразу англійською і одне повторюване слово іспанською.
8. ↑  Містить повторювані слова іспанською.
9. ↑  Містить одну повторювану фразу на івриті.
10. ↑  Містить одну повторювану фразу французькою.
11. ↑  Містить одну фразу англійською і одне повторюване слово іспанською.
12. ↑  Містить два речення німецькою.
13. ↑  Містить наспів азербайджанською.
14. ↑  Містить одне повторюване слово італійською.